# Düsseldorfer EG
Die Düsseldorfer Eislauf-Gemeinschaft (DEG) ist ein traditionsreicher Eishockeyclub aus Düsseldorf, zu dessen ursprünglichen Sparten neben Eishockey auch Eiskunstlauf, Eisschnelllauf und Eisstockschießen gehörten. Die DEG spielt nach dem Abstieg aus der Deutschen Eishockey Liga (DEL) – zu deren Gründungsmitgliedern sie zählte – ab der Saison 2025/26 in der DEL2. Zwischen 2001 und 2012 trat sie infolge eines Namenssponsorings nach außen als DEG Metro Stars auf. Die Profiabteilung ist seit 1997 in einer eigenständigen Spielbetriebsgesellschaft, der DEG Eishockey GmbH organisiert. Der Stammverein ist mit 26 % an der GmbH beteiligt. Die weiteren Anteilseigner sind Stephan Hoberg mit 30,8 %, Daniel Völkel mit 24,9 % (Anteile von Jens Thiermann im Juni 2025 abgetreten), Harald Wirtz mit 12,5 %, sowie eine Erbengemeinschaft des am 17. Februar 2023 verstorbenen Peter Hoberg mit 5,8 %. Die Nachwuchs- und Amateurabteilung ist weiterhin im Stammverein organisiert. Die traditionellen Vereinsfarben der DEG sind Rot-Gelb.
1997 wurde die Inlinehockeyabteilung der Düsseldorfer EG in den Verein DEG Rhein Rollers e. V. ausgelagert.
Die DEG wurde insgesamt achtmal Deutscher Meister und ist der einzige Club, der seit Gründung der Bundesliga 1958 bzw. der DEL 1994 viermal in Folge Deutscher Meister wurde (1990–1993) und hält mit 14 Playoff-Seriensiegen in Folge (1990–1994) einen bis heute gültigen Rekord. Ferner konnte bei der letzten Meisterschaft 1996 ebenfalls ein Rekord aufgestellt werden: In 13 Playoff-Partien erzielte die DEG 66 Tore; der Schnitt von 5,08 Toren pro Spiel ist nach wie vor unerreicht. (Alle Angaben: Stand Ende der DEL-Spielzeit 2024/25)

## Geschichte

### Die frühen Jahre (1935–1945)

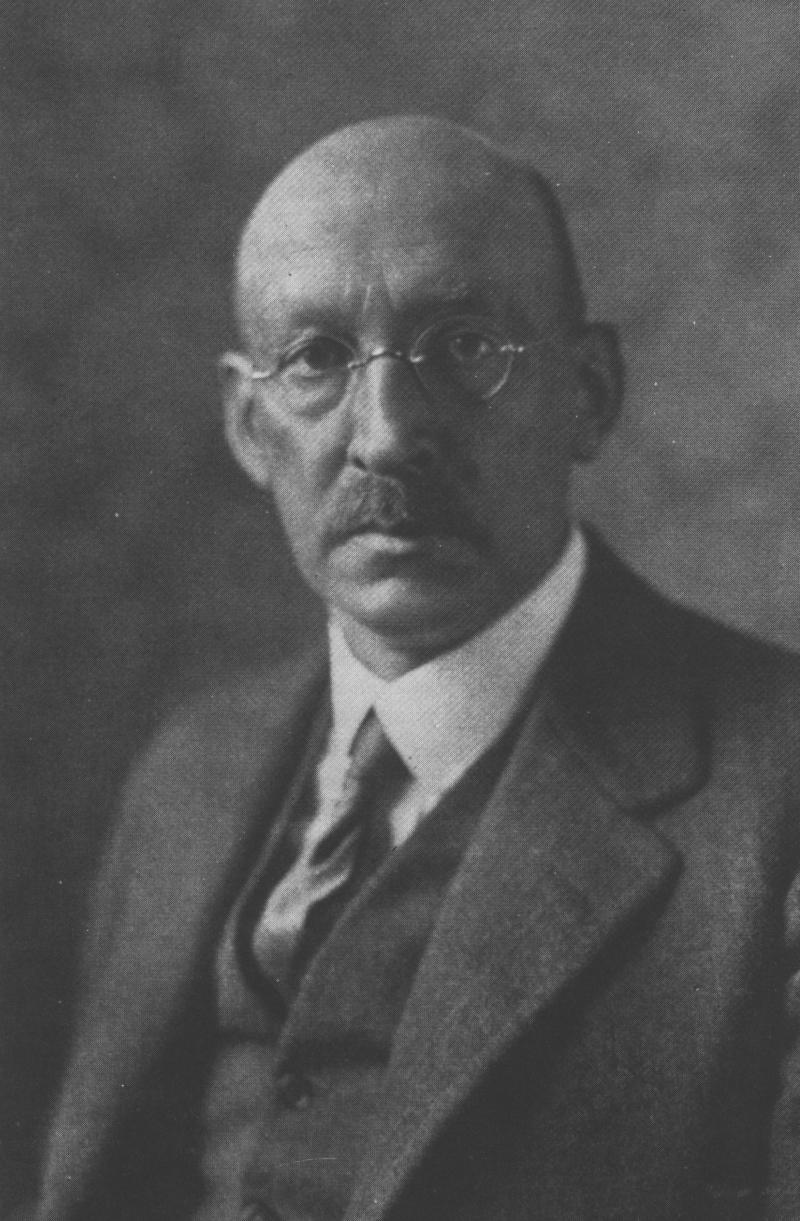
Ernst Poensgen – Erbauer des Eisstadions und DEG-Vereinsgründer (Bild von 1926)

Die Düsseldorfer Eislauf-Gemeinschaft wurde am 8. November 1935 auf Initiative des Düsseldorfer Stahlindustriellen und Sportmäzens Ernst Poensgen gegründet. Bereits am 26. September 1935 wurde das Richtfest des neuen Eisstadions an der Brehmstraße gefeiert. Das Düsseldorfer Stadion war nach Berlin und München das dritte Eisstadion in Deutschland und die achte Eissportstätte in Europa, neben den drei deutschen Stadien waren diese in London, Paris, Wien, Budapest und Zürich. Zu diesem Zeitpunkt fasste das Stadion 8000 Zuschauer.
Am 23. November fanden die ersten beiden Eishockeyspiele im neuen Stadion statt. Der vielfache deutsche Meister und nationale Topmannschaft jener Zeit, der Berliner SC, spielte zweimal gegen ein Team aus Amsterdam und siegte jeweils mit 7:1 und 4:2. Mit von der Partie war einer der ersten Stars des deutschen Eishockeys, Gustav „Justav“ Jaenecke. Der zu seinem Karriereende insgesamt 13-fache Deutscher Meister beeindruckte das Düsseldorfer Publikum sofort und begeisterte es für den Eishockeysport.
Weitere Spiele sorgten für eine erste Eishockey-Euphorie. Gastmannschaften aus dem Mutterland des Eishockeys Kanada zeigten Kostproben ihres Könnens. Die DEG spielte gegen heute nicht mehr existierende Mannschaften aus dem Bergischen Land wie Remscheid oder Radevormwald, die seinerzeit dank der kälteren Winter noch auf zugefrorenen Dorfweihern trainieren konnten.
Gegen die Kanadier wurde seitens der DEG seinerzeit ein bemerkenswertes 1:1 herausgespielt; Gerüchten zufolge liefen die Kanadier aufgrund des am Vorabend konsumierten Altbiers betrunken auf. Die DEG spielte gegen die Nationalmannschaft der USA und es fanden Endrunden der deutschen Eishockeymeisterschaft in Düsseldorf statt. Auch der Eiskunstlauf kam nicht zu kurz, im Olympiajahr 1936 gastierte die gesamte Weltelite an der Brehmstraße.
Der erste Trainer der DEG war ein Tschechoslowake, dessen Name heute nicht mehr bekannt ist. Ihm folgte der Kanadier Robert A. „Bobby“ Bell, unter dem die erste Mannschaft und die Jugend der DEG erstmals auf professionellem Niveau trainiert wurde. Bell, einst selbst Spieler für Kanada, soll wegen der Liebe zu einer Frau in Düsseldorf geblieben sein.
Als erste Eishockeyspieler der DEG-Vereinsgeschichte gelten: Hans Seyppel, Horst „Opa“ Orbanowski (ein gebürtiger Düsseldorfer und bereits mehrfacher Nationalspieler und Deutscher Meister mit Berlin), dessen Bruder Kurt Orbanowski, Bernd Rickmann, Jochen Hake und Werner Lucas. Als Gastspieler blieben Toni Wiedemann vom EV Füssen und Walter Schmidinger vom SC Riessersee bei der DEG, da man ihnen zusätzlich zum Trainingsbetrieb Arbeitsplätze in ihren Berufen anbieten konnte. Als weitere Spieler wurden Freiherr Fabian von Massenbach, Günter Thelen und Manfred Trippe an den Verein gebunden.
Für ein Monatsgehalt von 375 Reichsmark für Trainer Bell wurde trainiert, zudem wurde die Jugendarbeit forciert. So rekrutierte Bell junge Spieler, meist gegen den Willen der Eltern, aus dem Lager der Eiskunstläuferabteilung, da diese gute Schlittschuhläufer waren. Zudem achtete er auf gute schulische Leistungen seiner Schützlinge; eine schlechte Note hatte Trainingsverbot zur Folge. In dieser Zeit erreichte die DEG achtbare Erfolge im Kampf um die deutsche Meisterschaft, so wurde der noch junge Verein mehrfach Dritter. 1938 wurde die DEG punktgleich mit dem Berliner SC Deutscher Vizemeister hinter dem SC Riessersee. Hinter den damals erfolgreichen Teams, Rekordmeister Berlin mit den Topspielern Gustav Jaenecke und Rudi Ball, der als einer der besten Clubs Europas galt, und dem SC Riessersee aus Garmisch-Partenkirchen, war die DEG in Deutschland seinerzeit die Nummer drei.
Weitere prägende DEG-Spieler der 1930er Jahre waren Torwart Max Rohde, der aus dem Baltikum stammende Lowka Dawidow, Helmut Becker, Günter Brückner, Roman Kessler, Kurt Dicker, Lucien Brühl, Hans Gutgesell, Hans-Walter Rahrbach, Hans Walter, Klaus Walter, Rolf Tobien, Walter Tobien, sowie die Herren Leonards und Blumberg. Der erfahrene Horst Orbanowski, der Vereinsgründer Poensgen bei dem Aufbau des Teams unterstützt hatte, wuchs zum Führungsspieler und zur rechten Hand von Trainer Bell heran. Auch die Eiskunstläufer unter der Leitung von Stadionleiter Werner Rittberger, selbst Vizewelt- und elffacher Deutschen Meister sowie Trainer des Düsseldorfer Nachwuchses, (heute vor allem durch den nach ihm benannten Sprung Doppelter Rittberger bekannt), begeisterten das Publikum durch gute Leistungen.
Mit dem Zweiten Weltkrieg endete vorerst die Eishockey-Euphorie. Wegen der Verdunkelung durfte nur noch nachmittags gespielt werden, die Lieferung von Ausrüstungsgegenständen aus Kanada wurde spärlicher. Die Spieler mussten sich mit immer abenteuerlicheren Eigenkreationen aus Pappe und Stoff behelfen. Im Frühjahr 1943 gab es während eines Spiels Luftalarm. Spieler und Zuschauer brachten sich in Sicherheit, das Stadion jedoch wurde von zwei kleinen Bomben an der Nordseite getroffen. Nach der Entwarnung wurde kurzerhand der Schutt weggeräumt und die Veranstaltung verspätet fortgesetzt. 1944 wurde das Eisstadion durch weitere alliierte Bombenangriffe allerdings so schwer beschädigt, dass eine Sportveranstaltung nicht mehr durchführbar war. In der letzten deutschen Meisterschaft vor Kriegsende, die 1944 überwiegend als Durchhalteveranstaltung für die Bevölkerung noch halbwegs durchgeführt wurde, erreichte die DEG Platz drei. In den beiden Vorjahren mussten die Titelkämpfe jeweils abgebrochen werden. Es war eine der letzten Sportveranstaltungen überhaupt, am 4. August 1944 gab der Nationalsozialistische Reichsführerring für Leibesübungen NSRL bekannt, dass sämtliche Reichsmeisterschaften im deutschen Sport eingestellt werden.
Trainer Bobby Bell, zwischenzeitlich auch Trainer des SC Riessersee und einer Mannheimer Mannschaft sowie Reichstrainer der deutschen Eishockeynationalmannschaft, wurde im belgischen Abbeville in den Wirren der Nachkriegstage 1945 unter nie geklärten Umständen ermordet. Einige Quellen sprechen von einer standrechtlichen Erschießung, andere davon, dass er als angeblicher Nazi-Spion verhaftet, verurteilt und hingerichtet wurde.

### Nach dem Krieg (1945–1960)

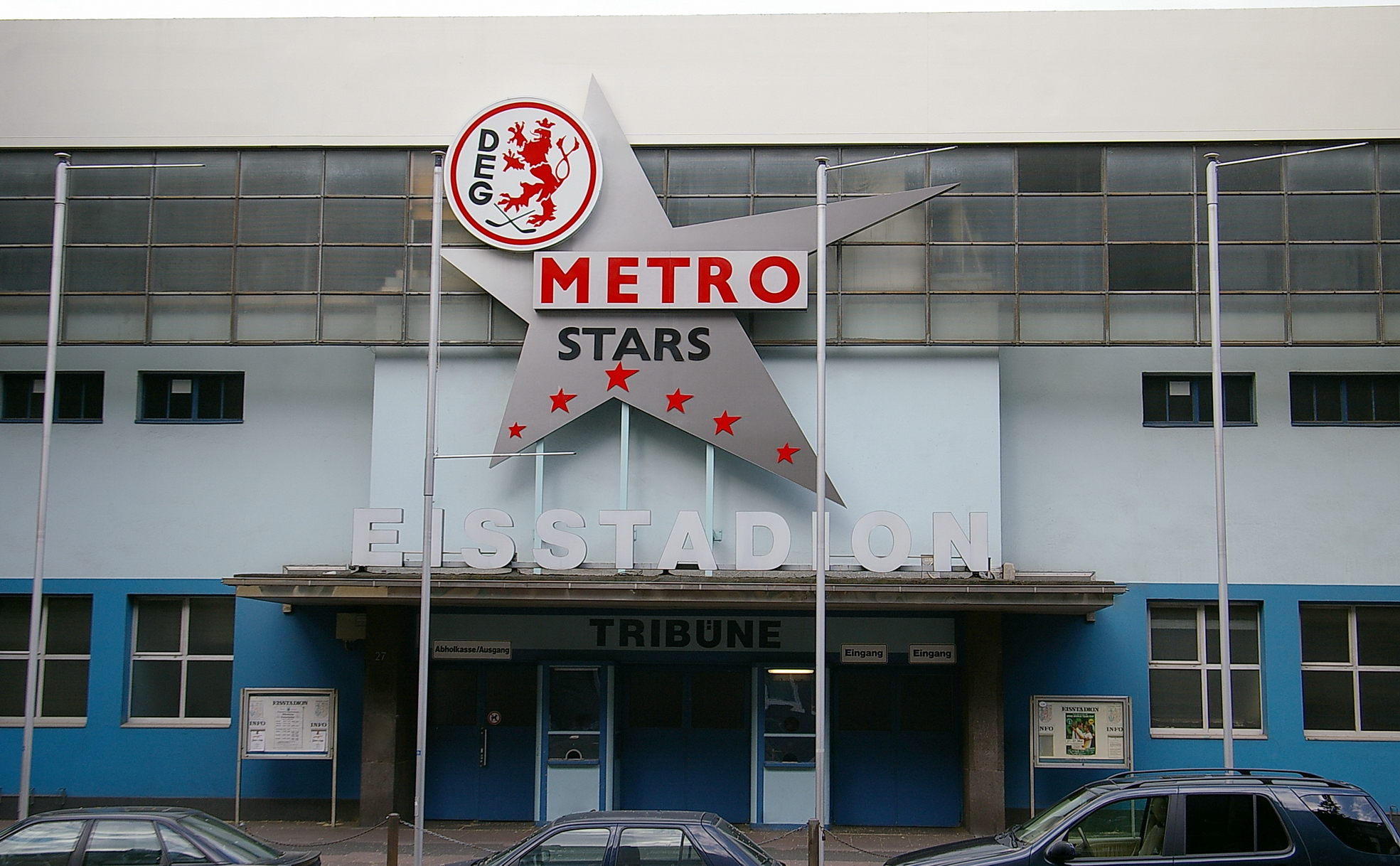
Logo der seinerzeitigen DEG Metro Stars (am Eingang des Eisstadions an der Brehmstraße, dem Spielort von 1935 bis 2006) – Foto von 2006

Nach den Verwüstungen des Krieges, die das Eisstadion und den gesamten Stadtteil Düsseltal sehr mitgenommen hatten, gab es wichtigere Probleme als den Sport. Kurze Zeit später formierte „Opa“ Orbanowski mit den überlebenden Spielern Kessler, Dicker, Hillmann, Ulrich, Becker, Trippe, Rahrbach und Torwart Rohde ein erstes DEG-Nachkriegsteam. Trotz zahlreicher Schutträumungsaktionen auch der Spieler ging es mit dem Wiederaufbau des Stadions an der Brehmstraße nicht recht voran. Andernorts entstanden neue Eishockeyzentren. Krefeld, wo Mäzen Willi Münstermann es durch seine guten Beziehungen zu den Alliierten geschafft hatte, das Stadion an der Hindenburgstraße (heute Westparkstraße) notdürftig wiederherzustellen, und Bad Nauheim, wo die amerikanischen Truppen ein Eisstadion unter dem Namen Colonel-Knight-Stadion eröffneten.
Die DEG trainierte in Krefeld, wo dem Verein ab Dezember 1945 Gastrecht gewährt wurde. Am 19. und 20. Januar 1946 gab es die erste Nachkriegsveranstaltung in Krefeld. Neben Eiskunstlauf und Eisschnelllauf standen zwei Eishockeybegegnungen Krefelder EV gegen die Düsseldorfer EG auf dem Programm (Ergebnisse aus DEG-Sicht 0:7 und 2:1).
Das Team reiste mit dem Zug zu Spielen gegen andere wiederentstandene Teams durch das zerstörte Nachkriegsdeutschland, unter anderem nach Bad Nauheim. Da es dort noch keine Mannschaft gab, spielte die DEG gegen den Münchner SC (2:1). Anschließend ging es zum oftmaligen Vorkriegsgegner SC Riessersee. Der SCR gewann das Spiel mit 8:2, auch weil der Verein inzwischen über bessere Möglichkeiten verfügte, die Spieler (unter anderem Alt-Star Gustav Jaenecke, der den Krieg überlebt hatte und aus Berlin gekommen war) mit Lebensmitteln zu versorgen und zu trainieren. Die DEG wurde beim Empfang und beim Abschied gefeiert, nicht zuletzt weil sich die nach Bayern evakuierten Rheinländer zu einem Heimattreffen zusammengefunden hatten.
Im Jahre 1946 wurde der Eissportverband Nordrhein-Westfalen gegründet. Horst Orbanowski wurde Vorsitzender, Willi Münstermann Eishockeyobmann und auch Werner Rittberger, der jetzt in Krefeld lebte und trainierte, beteiligte sich mit dem Amt des Kunstlaufwarts an der Vorstandsarbeit. Es wurde eine NRW-Meisterschaft durchgeführt. Hierbei errang die DEG ihren ersten Titel, den des NRW-Meisters 1946. Eine inoffizielle deutsche Meisterschaft mit den Teilnehmern Krefelder EV, SC Riessersee, EV Füssen und der Düsseldorfer EG wurde ebenso ausgespielt und von Krefeld gewonnen. Nachträglich jedoch wurde diese Veranstaltung zur Interzonenmeisterschaft erklärt, die offizielle deutsche Meisterschaft fand etwas später zwischen dem West-, Nord- und Südmeister Krefelder EV, Berlin Eichkamp (der vorübergehend neue Name des Berliner SC) und SC Riessersee statt. Da die sich bereits als Meister sehenden Krefelder aus Protest nicht antraten, gab es nur ein Spiel, das der SC Riessersee für sich entschied und somit zum ersten Eishockeymeister der Nachkriegszeit wurde. Auch hier kam die bessere Versorgungslage und Trainingsmöglichkeiten der Garmischer im Vergleich zum zerstörten und geteilten Berlin zum Vorschein. Berlin war im Eishockey sportlich keine Konkurrenz mehr.
Der Wiederaufbau des Eisstadions an der Brehmstraße verzögerte sich weiter, woraufhin das DEG-Team auseinanderbrach. Im Dezember 1949 erfolgte die Eröffnung. Im Eröffnungsspiel spielte der EC Bad Nauheim gegen den Kölner EK, wohin es inzwischen Horst Orbanowski verschlagen hatte. Im Laufe des nächsten Jahres wurde wieder ein DEG-Team zusammengestellt. Der überwiegende Teil der ehemaligen Mannschaft spielte bis dahin im Verbund mit Preussen Krefeld und erreichte mit diesem Verein einmal den sechsten und zweimal den zweiten Platz in der deutschen Meisterschaft. Auch der zwischenzeitlich in den USA lebende Orbanowski spielte wieder für die DEG, deren Team nun überwiegend aus weiteren Routiniers der Vorkriegszeit wie Hillmann, Dicker, Gorliani, Rahrbach, Frangenheim, Becker, Trippe, Bretzner, Rohde und dem Nachwuchsspieler Brindel bestand.
In den frühen 1950er-Jahren spielte die DEG anfangs in der höchsten Eishockeyliga, der 1947 gegründeten Oberliga, wurde jedoch durch ein umstrittenes Verbandsurteil in die Landesliga zurückgestuft. Das Team wurde nun von Rainer Hillmann trainiert. Als Gastspieler fungierten zu der Zeit unter anderem Frank Trottier aus Kanada und Engelbert Holderied aus Füssen, die beide später DEG-Trainer werden sollten. Fusionspläne mit Fortuna Düsseldorf scheiterten an der Gegenwehr der DEG, auch der im November 1954 gegründete Konkurrenzverein Düsseldorfer EHC setzte sich nicht durch und löste sich auf. Ein Übernahmeversuch des Nachbarvereins DSC 99 misslang ebenfalls.
Es folgte eine Zeit der Auf- und Abstiege. Kanadische Trainer wie Clare „Jimmi“ Drake, Gerald Strong und Frank Trottier begannen mit der Arbeit, die DEG aus dem Tief herauszuholen. Ihnen folgte Vlastimil Suchoparek aus der Tschechoslowakei, aber der Erfolg blieb aus. Zwischenzeitlich wurde auch die Eiskunstlaufabteilung fortgeführt. Das Eiskunstlaufpaar Ria Baran und Paul Falk, in den frühen 1950er Jahren mehrfach Sportler des Jahres und zweifache Weltmeister, gewannen bei den Olympischen Winterspielen 1952 in Oslo die Goldmedaille. Das erfolgreiche Paar war an der Brehmstraße beheimatet und trainierte dort.
Im Jahr 1958 wurde als neue höchste Liga die Eishockey-Bundesliga gegründet. Die DEG war Gründungsmitglied, hatte jedoch gegen die damaligen Eishockey-Hochburgen aus Bayern, EV Füssen, EC Bad Tölz und SC Riessersee, wenig Chancen und stieg zusammen mit der SG Wessling-Starnberg ab. Die nächsten Jahre verbrachte die DEG überwiegend in der nun als zweiten Liga fungierenden Oberliga.
Durch die Verpflichtung des Füsseners Engelbert Holderied als Trainer stabilisierte sich die sportliche Situation, die Zielsetzung hieß nun baldiger Aufstieg.

### Die 1960er Jahre – Aufstieg und Erfolg

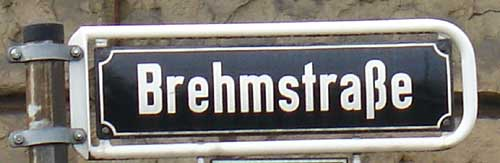
Brehmstraße

1965 gelang der DEG als Zweiter der Oberliga der Aufstieg in die Bundesliga. Mit dem Team bestehend aus Rainer Gossmann (später Präsident des Deutschen Eishockey-Bundes) und Brück im Tor, Lotz, Hübbers, Farthmann und Kaltenhäuser in der Verteidigung, sowie Werdermann, Schmitz, Gregory, Wylach, Heitmüller, J. Breidenbach, Tasler, Claus Speth, Heyer und Hüllinghoff im Sturm war die DEG eines der besten Teams der Oberliga.
Die Zuschauerzahlen stiegen wieder an und erreichten die hohen Vorkriegszahlen. So wurden 1963 in der zweitklassigen Oberliga 5500 Zuschauer pro Spiel gezählt, selbst in der Bundesliga erreichte kaum ein Team diese Zahlen.
Zur Mitte des Jahrzehnts erfuhr der DEG-Vorsitzende Hans Ramroth, dass sich die beiden Tölzer Eishockeyspieler, Verteidiger Otto Schneitberger und Stürmer Josef „Sepp“ Reif, aus beruflichen Gründen vom Eishockeysport zurückziehen wollten. So überredete Ramroth die beiden zu einem bis dahin noch nie da gewesenen Vorgang, der außergewöhnlich für das deutsche Eishockeywesen jener Zeit war. Beide Spieler wechselten aus Bayern ins Rheinland zur Düsseldorfer EG. Auch der Meistertrainer des EC Bad Tölz und 101-fache Nationalspieler Hans Rampf, der noch einen Vertrag beim EHC Holzkirchen als Spielertrainer hatte, wurde für die nachfolgende Saison als DEG-Trainer verpflichtet. In der Großstadt hatten die Sportler nicht nur die Möglichkeit, auf hohem Niveau Eishockey zu spielen, sondern auch beruflich weiterzukommen, was in der bayerischen Provinz seinerzeit kaum möglich war.
Der Wechsel löste in Bayern einen Aufschrei aus. Das Land und vor allem Bad Tölz war erbost und wollte den damals so bezeichneten unmöglichen Vorgang noch abwenden. Drohungen gegen die Spieler und Hetzkampagnen der Presse sorgten für ein fluchtartiges Verlassen Schneitbergers in Richtung Düsseldorf. Beide Spieler wurden auf Tölzer Initiative für ein Jahr gesperrt, bis nach langen Verhandlungen eine Freigabe für Freundschaftsspiele gegeben wurde. Die DEG schaffte es ohne die beiden Spieler aufzusteigen, so dass die ersten Ligaeinsätze Reifs und Schneitbergers in der Saison 1965/1966 in der Bundesliga stattfanden.
Hans Rampf kam 1965/1966, wie abgesprochen, als Trainer hinzu. Zu den bisherigen einheimischen Düsseldorfer Spielern u. a. Claus Speth und den Bayern Reif und Schneitberger gesellten sich die ehemaligen Dortmunder Bundesligaspieler Jablonski und Löggow, deren damaliger Verein ERSG Iserlohn sich auflöste, sowie DDR-Nationalspieler Erich Böttcher, der sich bei einem Gastspiel seines Vereins SC Dynamo Berlin abgesetzt hatte, hinzu. Die Zuschauerresonanz war groß, lange Wartezeiten mussten in Kauf genommen werden, um an eine der inzwischen 10.500 Eintrittskarten für die Brehmstraße zu gelangen. Von 13 Heimspielen verlor die DEG nur 2, der amtierende Meister Bad Tölz wurde zweimal besiegt. Atom-Otto Schneitberger wurde zum damaligen Superstar der DEG, die in der Meisterschaft Platz drei belegte.
Es wurde deutlich, dass sich nach fast 15 Jahren bajuwarischer Dominanz Konkurrenz aus dem Rheinland entwickelte. In der Saison 1966/67 wurde die DEG mit vier Punkten Vorsprung vor Titelverteidiger Bad Tölz Sieger der Endrunde und somit Deutscher Meister 1967. Damit kam die DEG im zweiten Jahr in der Bundesliga zu Meisterehren. Zwar wurde der Titel in den kommenden Jahren nicht verteidigt, der Verein hatte sich jedoch in der höchsten deutschen Spielklasse erfolgreich etabliert.

### Die 1970er Jahre – Meisterschaften und Wandel von Liga und Verein
Das achte Jahrzehnt des 20. Jahrhunderts begann, wie das vorherige endete. Es wurden zwar keine weiteren Meistertitel errungen, das Team jedoch agierte zunächst erfolgreich. In den Jahren nach dem Titel 1967 dominierten erneut die bayerischen Teams. Dreimal Altmeister Füssen unter Trainer Markus Egen (1968, 1969, 1971) und zum ersten Mal der EV Landshut (1970) mit dem jungen Erich Kühnhackl waren die Titelträger. Die DEG erreichte zunächst die Plätze vier und zwei. Dem 1970 wieder Richtung Heimat gewechselten Hans Rampf folgte mit Ladislav Horsky aus Bratislava ein 50-facher Nationalspieler der ČSSR und erfahrener Trainer. Horsky kam jedoch mit dem Umfeld und den Spielern nicht zurecht und fand dem Team gegenüber nicht den richtigen Ton, so dass es zum Bruch zwischen ihm und Otto Schneitberger kam. Nach seiner Ablösung nach einem achten Platz wurde anfangs Tölz' Trainer Mike Daski als Nachfolger favorisiert. Da dieser jedoch unerfüllbare finanzielle Forderungen stellte, entschied man sich für den langjährigen früheren Füssener Nationalspieler Xaver Unsinn, dem „Mann mit dem Pepitahut“ oder auch „Mr. Eishockei“ genannt, der bereits in unterklassigen Vereinen wie Kaufbeuren, Augsburg und Köln Trainererfahrungen gesammelt hatte.
Das Eisstadion an der Brehmstraße erhielt 1969 eine an den Seiten offene Überdachung, so dass es den Fans nicht mehr wie bisher (und noch bei der Meisterschaftsfeier 1967) möglich war, Feuerwerksraketen abzufeuern. Nach einer kurzen Durststrecke agierte die DEG wieder erfolgreicher. Dies hatte, neben der Verpflichtung von Xaver Unsinn, vor allem mit einem Wechsel zu tun. Bei einem Gastspiel des tschechischen Spitzenclubs Sparta Prag in Düsseldorf am 15. September 1968 setzte sich der Nationalspieler und Silbermedaillengewinner der Olympischen Spiele 1968, Petr Hejma, von seinem Team ab. Hejma sah in der ČSSR keine Zukunft mehr und wollte im Westen Eishockey spielen; seine Ehefrau, eine Tischtennisspielerin, durfte kurz danach das Land verlassen.
In der Zeit des Kalten Krieges und des gerade niedergeschlagenen Prager Frühlings schlug dies politische Wellen. Der tschechoslowakische Verband beantragte beim Weltverband IIHF eine internationale Sperre. Obwohl Hejma schnell die deutsche Staatsbürgerschaft erhielt, wurde er für 18 Monate gesperrt. Trotz einiger Profi-Angebote aus den USA entschloss er sich, diese Zeit abzuwarten, um ab 1970 für die DEG stürmen zu können. Neben Hejma konnte Unsinn auch auf die Neuzugänge Rudolf Potsch (ebenfalls aus der ČSSR) und Torwart Rainer Makatsch (Vater der Schauspielerin Heike Makatsch) aus Bad Nauheim zurückgreifen. Die Saison 1970/71 wurde mit einem zweiten Platz abgeschlossen.
Für das darauffolgende Jahr verstärkten Walter Stadler aus Rosenheim, Walter Köberle aus Kaufbeuren (später DEG-Urgestein, jahrelanger Co-Trainer und Team-Manager) sowie Vladimír Vacátko das Team. Mit dieser Mannschaft wurde die DEG 1972 zum zweiten Mal in der Vereinsgeschichte Deutscher Eishockeymeister.
Xaver Unsinn verließ die DEG und wurde Trainer beim kurz vorher nach Jahrzehnten wieder aufgestiegenen Berliner SC. Unsinn forderte in Personalangelegenheiten und Neuverpflichtungen ein größeres Mitspracherecht ein – in einem Aufgabengebiet, das zu jener Zeit ausschließlich dem Vorstand oblag. Daraufhin verlängerte die Vereinsführung seinen Vertrag nicht. Unter Trainer Jiri Pokorny wurde 1973 ein zweiter Platz erreicht. In der Bundesliga begann merklich ein Umbruch. Weitere finanzstarke Großstadt-Vereine wie der Berliner SC, der 1972 aufgestiegene Kölner EC und später der Mannheimer ERC begannen, es der DEG nachzutun und die Eishockeybühne zu betreten. Traditionelle bayerische Standorte wie Füssen oder Bad Tölz hingegen hatten es schwerer, sich in der Liga zu behaupten.
Einem vierten Platz 1974 folgte unter dem neuen DEG-Trainer Chuck Holdaway aus Calgary die dritte Meisterschaft des Vereins 1975. Sepp Reif und Otto Schneitberger im Zenit ihrer Karrieren, die erfolgreichen Neuzugänge Georg Kink aus Augsburg, Strafbankkönig (also ein überharter Spieler) Horst-Peter „Wacki“ Kretschmer aus Bad Tölz sowie die Kanadier Russel Wiechnik und George „Corky“ Agar erreichten somit den dritten Titel innerhalb von acht Jahren. Düsseldorf wurde zur Zuschauerhochburg des deutschen Eishockeys. In der Regel hatte die DEG in der Saison mehr Zuschauer als die fünf traditionellen Südclubs EV Landshut, EV Füssen, EC Bad Tölz, ESV Kaufbeuren und der SC Riessersee zusammen.
Fünfzehn Jahre lang gewann die DEG, trotz einiger guter Spielzeiten, nicht die Meisterschaft. Reif beendete 37-jährig seine Karriere, Schneitberger wechselte zusammen mit dem besten Stürmer Hejma für kurze Zeit zum Konkurrenten Krefelder EV, um dort ein Jahr später ins Traineramt zu wechseln. In den folgenden Jahren erreichte die DEG im Kampf um die Meisterschaft 1976 Platz drei, 1977 Platz vier und 1978 Platz sechs. Nach Trainer Holdaway folgten kurzzeitig Ex-Trainer Hans Rampf, der frühere Spieler Corky Agar, Rudi Hejtmanek und nach Krefelds Konkurs für eine Saison Otto Schneitberger, jedoch erfolglos.
Petr Hejma, ebenfalls vom insolventen Krefelder EV zurückgewechselt, wurde wie die Jahre zuvor bester Stürmer des Teams. Einen kurzen Aufschwung schien es Ende der 1970er Jahre unter Trainer Gerhard Kießling zu geben, der seinen Sohn, den damals besten deutschen Verteidiger Udo Kießling aus Köln mitgebracht hatte. Die Resultate waren die Plätze vier (1979) und drei (1980).
Mehr oder weniger von der Öffentlichkeit unbeachtet und heute auch kaum noch jemandem in Erinnerung, fand im Dezember 1977 zwischenzeitlich eine Trennung der bisherigen Sparten und infolgedessen eine Neugründung der Vereine DEG Eishockey e. V. (12. Dezember 1977, VR 5614) und DEG Eiskunstlauf e. V. (22. Dezember 1977, VR 5625) statt. Dies war wohl auch eine späte und notwendig gewordene Folge der sich da längst abgezeichnet habenden Probleme des (laut Vereinsregister erst im Oktober 1993 offiziell erloschenen) „Ur“-Vereins mit dem Finanzamt, denn die DEG hatte über Jahre keine Steuern für die Spielergehälter abgeführt. Was bei einer 1:8-Heimniederlage gegen den Berliner SC bereits am 22. Oktober 1976 aufgrund der schon zu diesem Zeitpunkt durchgesickerten Ermittlungen des Finanzamts dazu führte, dass die erzürnte Fan-Menge gegen die damalige „Managerin“ Lotte Ramroth (offiziell nur Schriftführerin und bis dahin eigentlich die gute Seele des Clubs) skandierte: „Ramroth raus!“ und „Lotte, wir suchen dich, Lotte, wir finden dich, Lotte wir hängen dich!“

### Die 1980er Jahre – Magere Zeiten und Aufbruchsstimmung
In der Saison 1980/81 wurden die „Play-offs“ eingeführt. Für diese Saison verstärkte sich die DEG nochmals erheblich. Neuzugänge waren der frühere Krefelder „Jahrhundertstürmer“ und wohl beste Torschütze der vergangenen Jahre Dick Decloe, der schwedische Ex-NHL-Spieler Roland Eriksson und der Deutsch-Kanadier Ralph Krueger, späterer Nationaltrainer der Schweiz. Mit diesem Team wurde in einer Saison, die überschattet wurde durch den vom Duisburger SC und Kölner EC ausgelösten Passfälscherskandal, das Finale erreicht, die Mannschaft unterlag dem SC Riessersee. Nach dieser Spielzeit beendeten Dick Decloe und Petr Hejma ihre Karrieren, Köberle ging nach Köln. Udo Kießling, der in der Vorsaison mit 83 Scorerpunkten einen seither unerreichten Verteidiger-Rekord aufstellte, verließ mit seinem Vater und Trainer Gerhard ebenfalls den Verein.
Es folgte der größte Einbruch seit Jahrzehnten. Sinkende Zuschauerzahlen, ungenügende Spielerleistungen und negative Presse bestimmten die frühen 1980er Jahre. Dreimal wurde mit Mühe der achte Tabellenplatz erreicht, so dass das Team an den Play-offs teilnehmen konnte, in denen die DEG jedoch chancenlos war. Die Trainer Jaromir Frycer und Heinz Weisenbach scheiterten. Ab Oktober 1983, als der Ex-Spieler Otto Schneitberger das Traineramt übernahm, ging es wieder aufwärts.
Unter den Trainern Schneitberger (1983–1987), Ex-DEG-Spieler Brian Lefley (1987–1988, später Nationaltrainer der Schweiz und Italiens) und Peter Johansson (1988–1990) sowie dem neuen DEG-Vorsitzenden, dem Unternehmer Josef Klüh, wurden weitreichende Spielerverpflichtungen getätigt. Im Laufe weniger Jahre wurden nationale Spielergrößen wie der Torhüter Helmut de Raaf, die Verteidiger Uli Hiemer, Mike Schmidt und Andreas Niederberger, sowie die Stürmer Dieter Hegen, Gerd Truntschka, Roy Roedger und Manfred „Mannix“ Wolf unter Vertrag genommen.

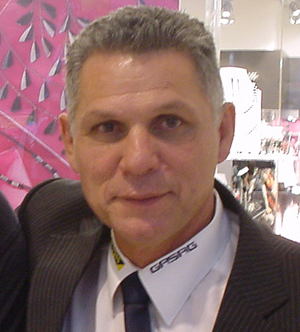
Peter John Lee
DEG-Spieler von 1983 bis 1993 und zweitbester Scorer – später Manager von Eisbären Berlin (Bild von 2006)

Einen großen Anteil am einsetzenden Erfolg der DEG hatten jedoch zwei weitere Neuzugänge. Für die Saison 1983/84 wurden zwei ausländische Spieler, der Russe Wiktor Netschajew aus Los Angeles und der Kanadier Peter John Lee vom NHL-Club Pittsburgh Penguins, verpflichtet, von denen sich der Verein viel versprach. Netschajew erfüllte die an ihn gestellten Erwartungen jedoch nicht und verließ die DEG nach einem Jahr, Lee hingegen wurde sofort punktbester Spieler und Fanliebling. Bemerkenswerterweise wurde seinerzeit neben Netschajew auch ein junger Kanadier namens Doug Gilmour getestet, von Trainer Weisenbach jedoch abgelehnt, der den Russen favorisierte. Aus Doug Gilmour wurde später einer der besten Spieler der NHL in den 1980er und 1990er Jahren.
Der zweite Neuzugang, der Kanadier Chris Valentine vom NHL-Club Washington Capitals in der Saison 1984/85, war ein ebensolcher Glücksgriff wie Lee. Beide bildeten von nun an für fast ein Jahrzehnt eines der besten Sturmpaare der Liga. Valentine war des ständigen Wechsels zwischen seinem NHL-Club und dessen Farmteam in Hershey überdrüssig und wollte deshalb sein Glück in Europa versuchen. Obwohl er das Angebot der DEG anfangs als kurzzeitiges Engagement betrachtete, blieb er den Rest seiner Karriere in Düsseldorf. Bei der DEG brach Valentine sämtliche Spielerrekorde, erreichte fast 1000 Punkte und wurde insgesamt fünfmal Deutscher Meister. Als er im Jahre 1996 35-jährig seine Karriere beendete, hatte er 571 Einsätze, 365 Tore und 598 Assists zu Buche stehen. Die Spielernummern von Lee und Valentine wurden nach deren Karriereende von der DEG gesperrt und werden seither nicht mehr vergeben.
Die DEG wurde wieder zum Publikumsmagnet. Die Spiele waren nahezu immer ausverkauft. Das Finale 1986 verlor die Mannschaft in drei Spielen gegen den Kölner EC.
Von Anatoli Tarassow, damals Trainer der Sbornaja, der Nationalmannschaft der Sowjetunion, stammt aus dem September 1971 das Zitat „Die besten Fans der Welt“, welches nahezu unwidersprochen zum Synonym für die DEG-Fans wurde. Ihre kreativen und oft auch spontanen Gesänge und Sprechchöre waren berühmt, die Stimmung über die Eishockeygrenzen hinaus bewundert.
Mit diesem starken Spielerstamm war die DEG wieder ein Meisterschaftskandidat. In der Saison 1988/89 verursachte die DEG einen Ligaskandal, nachdem das Team im Laufe eines der Play-off-Endspiele beim SB Rosenheim noch während des Spiels das Eis verließ. Grund war Schiedsrichter Würth aus Peiting, der durch eine parteiische Spielleitung die DEG um die Gesundheit ihrer Spieler fürchten ließ. Dieses Spiel wurde vom DEB nachträglich mit 0:5 gegen die DEG gewertet, die Meisterschaft ging auch sportlich nach Rosenheim, das zu diesem Zeitpunkt das beste Team der Saison stellte.
Die Revanche erfolgte im darauffolgenden Jahr. Nach zwei verlorenen Finalteilnahmen 1986 und 1989 wurde die DEG in der Saison 1989/90 nach 15 Jahren wieder Deutscher Meister. Eine 1:10-Niederlage kurz vor Ende der Vorrunde gegen das aufgestiegene Team von Hedos München wurde Trainer Peter Johansson zum Verhängnis. Petr Hejma, Johanssons Co-Trainer und hauptberuflich inzwischen Ingenieur bei den Düsseldorfer Stadtwerken, übernahm das Traineramt und führte die DEG zur Meisterschaft. Für den Verein begannen nun erfolgreiche Jahre.

### Die 1990er Jahre – Der Serienmeister

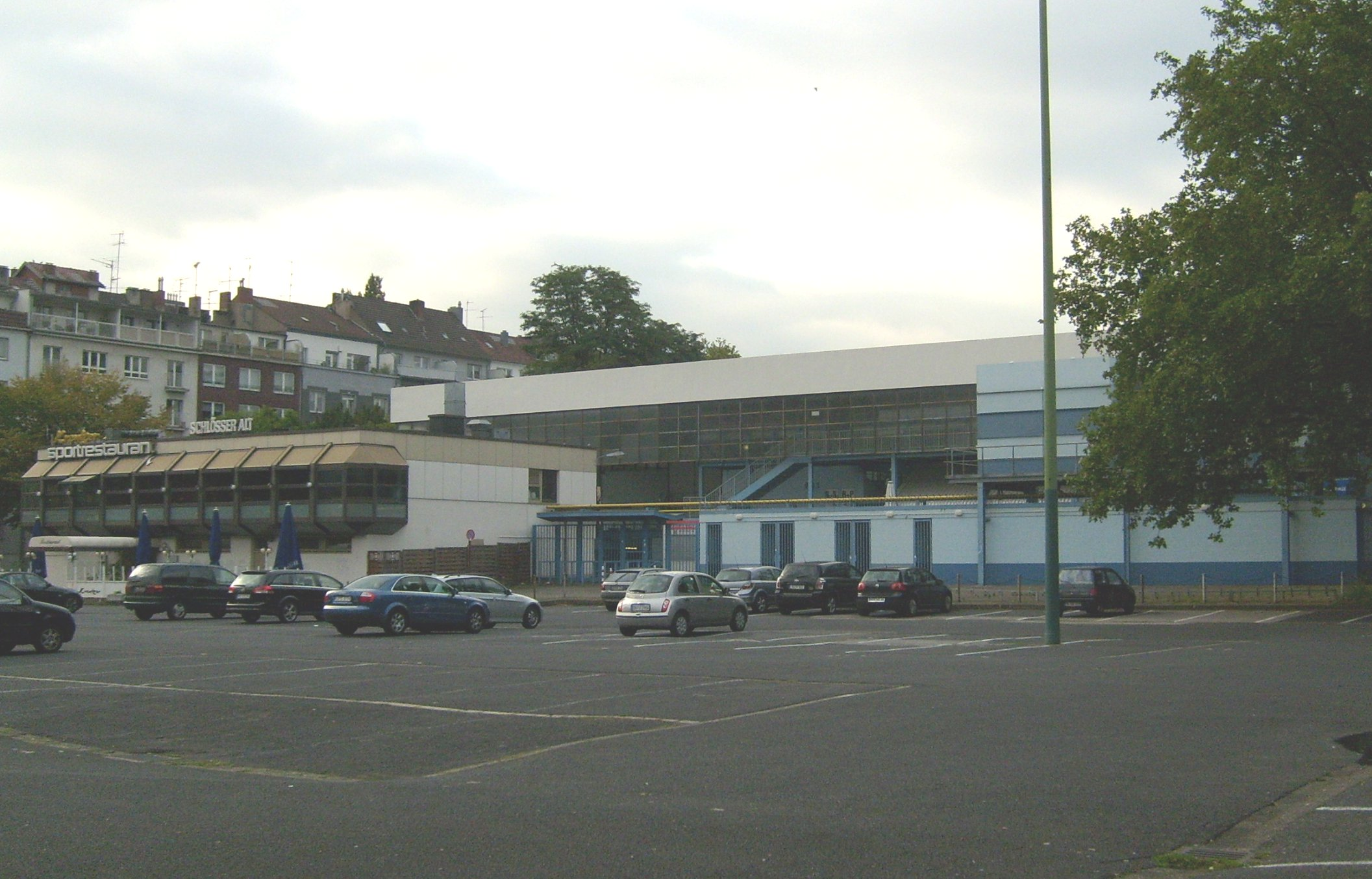
Eisstadion an der Brehmstraße Restaurant Kreutzer – Blick von Süden

Petr Hejma, der nach Johanssons Entlassung die Rolle des Cheftrainers ausgefüllt hatte, konnte nicht dazu überredet werden, weiterhin diese Aufgabe zu übernehmen. Nachfolger wurde der ehemalige Nationalspieler Hans Zach aus Bad Tölz, der Trainererfahrungen bisher in unterklassigen Teams wie Bayreuth und Ratingen gesammelt hatte.
Nach einem mäßigen Start in der Saison 1990/91 stabilisierte sich die DEG. Lediglich die Teams des Kölner EC und des SB Rosenheim konnten gegenhalten. „Alpenvulkan“ Zach und das gut besetzte Team spielten erfolgreiche Play-offs, im Finale wurde der Vorrundenerste Köln in fünf Spielen besiegt.
Das Team blieb personell beisammen, die Zuschauerzahlen, seit den späten 1980er Jahren im Aufwind, waren hoch wie nie. Ohne Dauerkarte an eines der wenigen verbleibenden Tickets zu kommen, galt schon fast als bemerkenswert. Mit Neuzugang Benoît Doucet vom EV Landshut, dem amtierenden Torschützenkönig der Vorsaison, verstärkte sich die DEG erneut. Der Verein blieb die beste Mannschaft der Liga. In der Saison 1991/92 wurden von 22 Heimspielen lediglich zwei verloren, von den neun Play-off-Spielen bis zum Titel kein einziges. Während der Kölner EC im Viertelfinale ausschied, gab es mit dem SB Rosenheim einen Gegner auf Augenhöhe. Im Finale schlug die DEG den Sportbund in drei Spielen und errang damit den Titel-Hattrick, was zuvor lediglich dem EV Füssen in den 1950ern und dem Kölner EC in den 1980er Jahren gelungen war. Rosenheim verließ mit der Vizemeisterschaft nach dem Rückzug ihres Hauptsponsors die Liga. Aus einem ehemaligen Hassgegner wurde ein bis heute sehr befreundeter Verein. Im Finale des Eishockey Europa Cups 1991, das an der Brehmstraße stattfand, unterlag die DEG dem schwedischen Meister Djurgårdens IF aus Stockholm.
Die Saison 1992/93 verlief ähnlich. Mit Hedos München erwuchs neue Konkurrenz für die DEG. An der Isar wurde mit viel Geld ein Spitzenteam geformt. Es wurden vor allem viele ehemalige Rosenheim-Spieler unter Vertrag genommen. Neben den Rosenheimern Torwart Karl Friesen und den Stürmern Dale Derkatch, Gordon Sherven, Tony Vogel, Mondi Hilger und Georg „Schorsch“ Franz wechselten auch die DEG-Topspieler Didi Hegen und Gerd Truntschka nach München. Noch reichte es nicht für Hedos zum Titel, im Finale schlug die DEG den Kölner EC im fünften Spiel in der Overtime und gewann damit den vierten Meistertitel in Serie.
Erste Verschleißerscheinungen machten sich allmählich bemerkbar. Der gute Spielerstamm, mittlerweile überwiegend über 30 Jahre alt, überschritt den Karriere-Zenit. Trainer Hans Zach, nunmehr dreimal hintereinander Meistertrainer, agierte egozentrischer. Der Vorstand begann damit, hohe Summen auszugeben, um weiterhin Erfolg zu haben. 1994 erreichte die DEG, nun zum sechsten Mal hintereinander, das Finale, diesmal aber war München zu stark, der Titel ging an die Isar.

#### Gründung der DEL
In der Saison 1994/95 wurde die Deutsche Eishockey Liga DEL gegründet. Grund hierfür und für die Abschaffung der alten Bundesliga war die durch zahllose Insolvenzen zerbrochene 2. Liga (Iserlohn, Essen, Bayreuth und Memmingen gingen in Konkurs). Aus den Clubs der 1. Bundesliga und den Resten der 2. Liga wurde nun eine eigene Liga mit 18 Teams außerhalb des Deutschen Eishockey-Bundes gegründet, um sich selbst besser vermarkten zu können. Erste Veränderungen wurden durch die Auslagerung der Profimannschaften in Gesellschaften mit beschränkter Haftung deutlich. Die meisten Vereine gaben sich aus Vermarktungsgründen neue Namen, zumeist Tiernamen, unter anderem die DEG behielt ihren bisherigen Traditionsnamen.
Kontinuierlich gingen bei der DEG die Zuschauerzahlen zurück, was auch auf die neu eingeführte DEL zurückzuführen war. Eine Übersättigung nach langen Jahren des Erfolgs und ein Generationswechsel in den Fanstrukturen taten ein Übriges. Die erste DEL-Saison wurde auch sportlich für den Verein zur Enttäuschung, nach Platz fünf in der Vorrunde schied die DEG im Viertelfinale gegen Krefeld aus, was es seit 1987 nicht mehr gegeben hatte. Lediglich die Kurzzeitverpflichtung des NHL-Stars Brendan Shanahan von den St. Louis Blues für drei Spiele während eines NHL-Lockouts gab der Saison eine besondere Note.
Zunächst wurde der immer eigensinnigere Trainer Hans Zach, der sich regelmäßig mit Manager Rolf van Hauten stritt, trotz eines erst kurz vorher und zu guten Konditionen verlängerten Vertrages entlassen. Nachfolger wurde der Wunschkandidat von Präsident Klüh, der frühere Kölner und Münchner Meistertrainer Hardy Nilsson aus Schweden. Teure Spieler wie der frühere finnische NHL-Star Mikko Mäkelä wurden unter Vertrag genommen, für das Eisstadion leistete man sich einen Videowürfel, der mehr als eine Million Mark kostete.

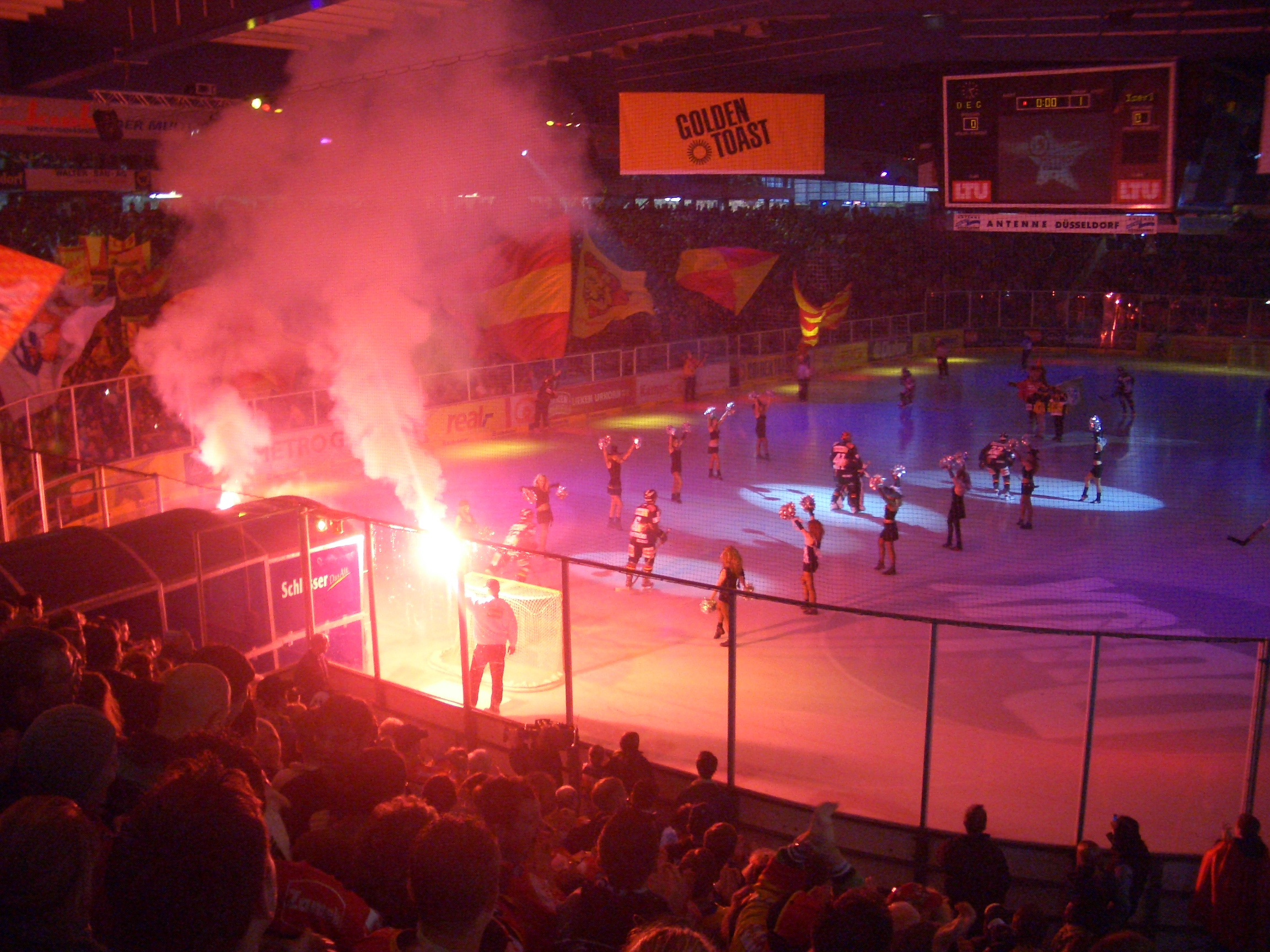
Einlauf an der Brehmstraße 2004

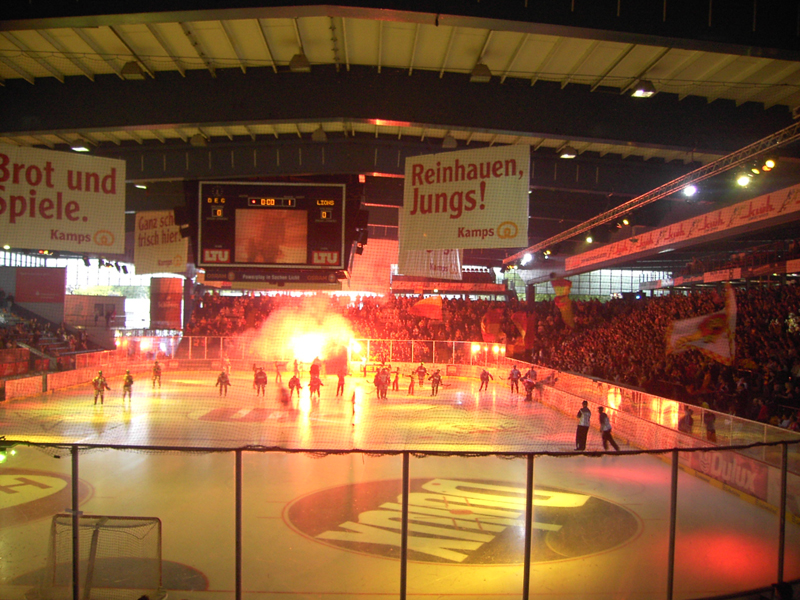
Eisstadion an der Brehmstraße im August 2005 (Vorbereitungsspiel gegen Frankfurt)

Anfangs wurde das Vorhaben mit Erfolg gekrönt. Durch die während der laufenden Saison zusätzlich verpflichteten Patrick Lebeau und Peter Andersson wurde die DEG 1995/96 erneut Deutscher Meister. In falscher Einschätzung der Sachlage wurde im Jahr darauf das Bosman-Urteil und die daraus resultierenden Folgen ignoriert. Während nahezu alle anderen Teams durch die fortfallende Ausländerbeschränkung günstige, junge, aber gut ausgebildete Spieler aus aller Welt verpflichteten, verlängerte die DEG die Verträge mit nahezu allen bisherigen, überwiegend einheimischen Spielern. Diese hatten jedoch zumeist den Zenit ihrer Karrieren schon weit überschritten, erhielten aber ligaweit die höchsten Gehälter. Einzig Spitzenspieler und Fanliebling Patrick Lebeau wurde nicht gehalten.
Ein neunter Platz 1996/97 bedeutete zum ersten Mal in der nun dreißigjährigen Bundesliga-Geschichte des Vereins die Teilnahme an den sogenannten Play-downs, einer Runde gegen den Abstieg, und das trotz Nationalspieler wie Dieter Hegen, Thomas Brandl und Benoît Doucet im Kader. Trainer Nilsson wurde entlassen. Ex-Trainer Zach (immer noch auf der DEG-Gehaltsliste und als Trainer an die Kassel Huskies ausgeliehen) wurde wieder zurückgeholt. Er konnte außer einer erfolgreichen Play-down-Runde ohne Niederlage gegen die Ratinger Löwen nichts mehr ausrichten.
Es kam zu einem notwendigen Umbruch im Verein. Der langjährige, überaus erfolgreiche ehemalige DEG-Spieler und Publikumsliebling Chris Valentine, nach seinem Karriere-Ende Jugendtrainer, wurde zum Trainer ernannt. Ein großer Teil der Spielerverträge wurde nicht verlängert. Zehn neue Spieler aus Übersee und Italien wurden verpflichtet. Mit Spielern wie Chris Rogles, Todd Harkins, Jason Miller, Shane Peacock, David Marchinyshin, Larry Rucchin, Leo Insam und dem seit dem Vorjahr für die DEG spielenden Russen Wiktor Gordijuk wurde wieder erfrischendes Eishockey gespielt. Etablierte Kräfte wie die in der Vorsaison stark kritisierten und immer noch mit teuren Spitzenverträgen ausgestatteten Spieler Hegen, Brandl und Doucet erlebten ihren zweiten Frühling. Obwohl die DEG mit dem Ausgang der Meisterschaft nichts zu tun hatte und im Viertelfinale gegen den späteren Titelträger Mannheim ausschied, begeisterte die Mannschaft durch Team- und Kampfgeist, so dass diese Saison bei den Fans noch heute als „Valentine-Saison“ bezeichnet wird.

### Rückzug aus der DEL – Kurzaufenthalt in der Zweiten Liga (1998–2000)

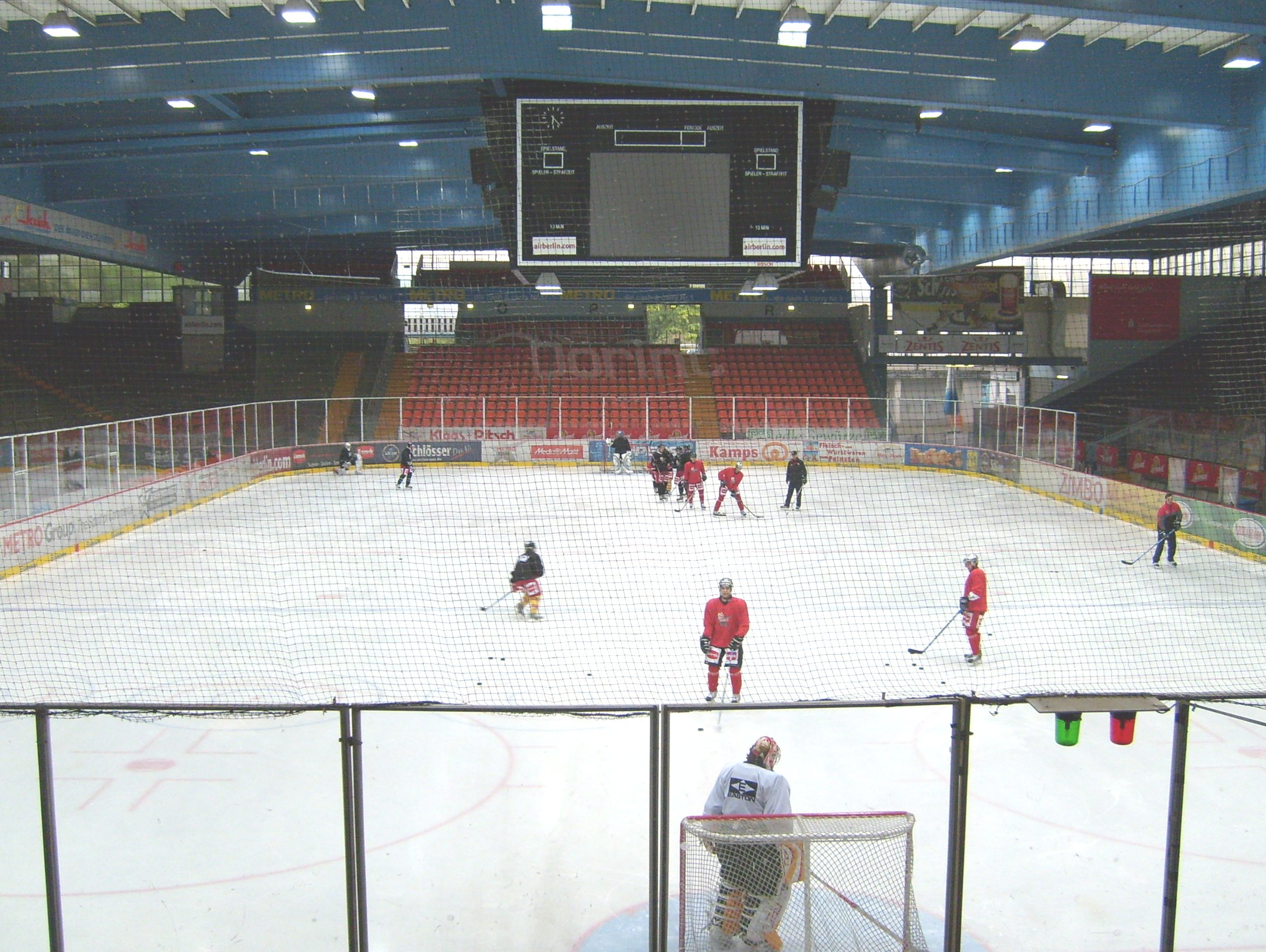
Training an der Brehmstraße – September 2007

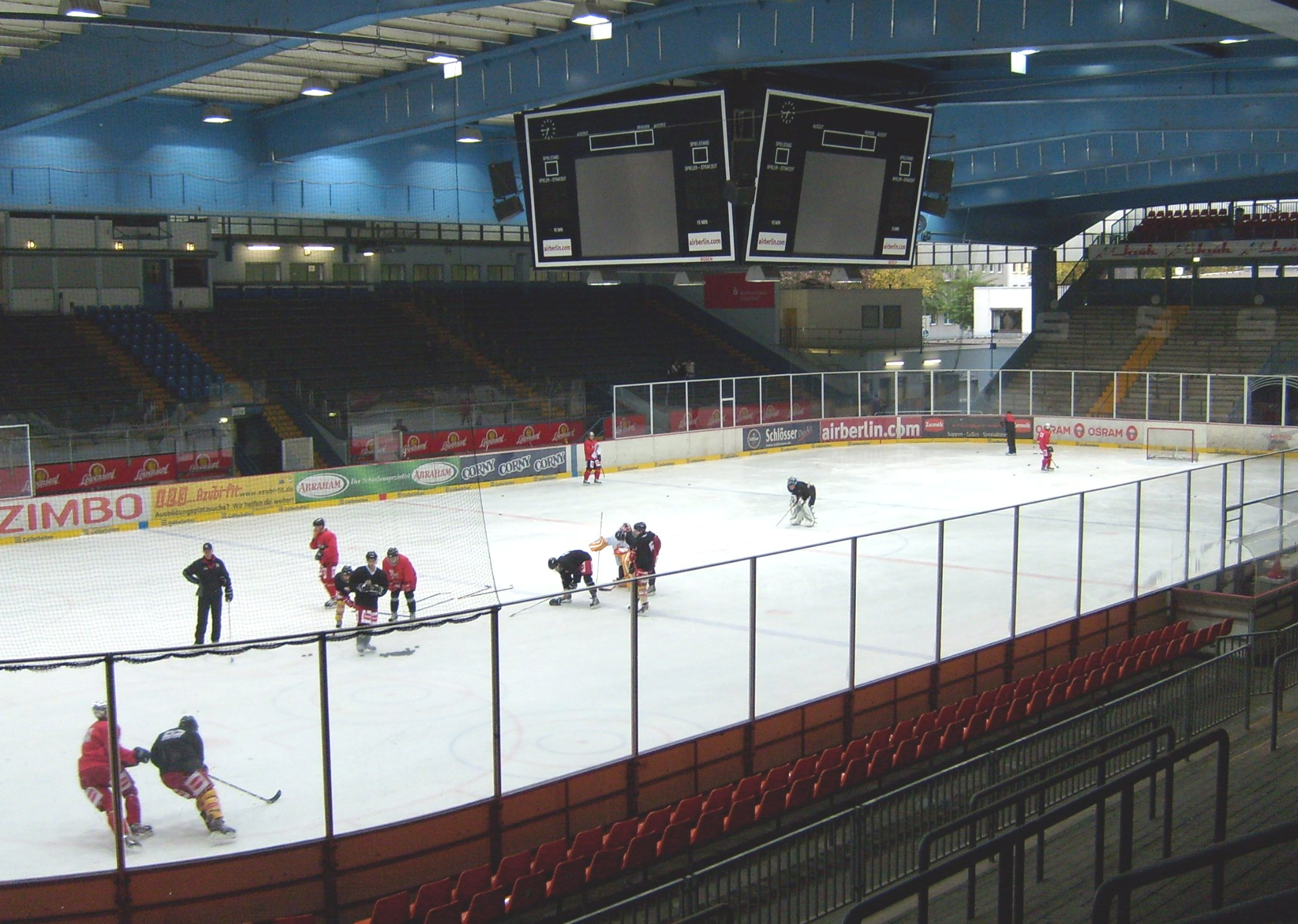
Blick von Südosten

Nach einer sportlich guten Saison machten sich wirtschaftlich nun jedoch die Fehler der Vergangenheit bemerkbar. Mindestens 20 Millionen Mark Schulden nahmen dem Verein langsam die Handlungs- und Gestaltungsfreiheit. Zwar war ein Teil der Schulden durch Bürgen abgesichert, diese waren jedoch untereinander zerstritten. Zudem wurden Unregelmäßigkeiten bei Zahlungen an das Finanzamt und den Verkehrsverbund VRR (welcher pro verkaufter Eintrittskarte einen Anteil bekommt, im Gegenzug gilt die Eintrittskarte als Fahrkarte) bekannt, die ausstehende Steuern und Zahlungen einforderten.
Der Vorstand um Präsident Klüh trat zurück. Dem Verein drohte die Insolvenz, eine weitere Saison in der DEL war nicht finanzierbar. Gründe für den Niedergang gab es reichlich. Die Zuschauerzahlen sanken beträchtlich. Die schlechte Außendarstellung der Liga, Uneinigkeiten in der Vereinsspitze und ein mittlerweile nicht mehr dem Standard entsprechendes Eisstadion taten ihr Übriges. Neuer erster Vorsitzender wurde ab der darauffolgenden Saison der Unternehmer Ben Zamek (Zamek-Lebensmittel).
Zu dieser Zeit beabsichtigte der Deutsche Eishockey-Bund, der durch die selbstständige Ligastruktur der DEL keinerlei Einfluss mehr auf diese hatte, aus der wieder durch unzählige Konkurse dezimierten zweigleisigen 2. Liga eine große eingleisige Liga fern der DEL als neue Bundesliga zu installieren. Bisherige etablierte Zweitligakräfte wie die Moskitos Essen, der Iserlohner EC, der EHC Freiburg, der EC Bad Nauheim, der EC Bad Tölz und der SC Riessersee wurden zusammen mit kleinen Vereinen wie Braunlage, Nordhorn und Grefrath Bestandteil dieser Bundesliga. Die DEG stellte einen Antrag auf Aufnahme, dem sofort entsprochen wurde. Die Lizenz für die DEL behielt der Verein.
Das Experiment Bundesliga wurde gut angenommen. „Back to the Roots – Zurück zu den Wurzeln“ war vielfach zu vernehmen, befreundete Vereine wie der SC Riessersee versprachen zumindest vorübergehenden Ersatz für die ausfallenden Derbys gegen Köln. Czesław Panek, in den frühen 1980er Jahren kurzzeitig DEG-Spieler und dann überwiegend bei Preussen Berlin als Trainer der Jugendteams tätig, wurde als neuer Trainer für den nach Landshut wechselnden Chris Valentine verpflichtet. Bis auf Wiktor Gordijuk und Leo Stefan verließen alle Spieler den Verein, so dass eine gänzlich neue DEG zur Saison 1998/99 antrat. Diese rekrutierte sich aus vielen jungen deutschen Spielern, die teilweise dem eigenen Nachwuchs entstammten, und etablierten Zweitligakräften. Die Saison war insgesamt sportlich ansprechend, die DEG hielt in der Liga mit und befand sich durchgehend im oberen Tabellendrittel. Ein Zuschauerschnitt von 5.500 wurde erreicht, zwar weit weniger als in der DEL, für die Bundesliga aber der Spitzenwert. Platz drei nach der Vorrunde hinter den Teams aus Essen und Bad Nauheim und ein Ausscheiden im Halbfinale gegen Nauheim waren das Resultat dieser Saison.
Für das darauffolgende Jahr wurde das Team verstärkt. Aus Schweden wechselte Anders Gozzi zum Team, der Torjäger wurde. Die ehemaligen DEG-Spieler Sergei Sorokin, Leo Insam und Andreas Brockmann kehrten zurück. Durch Gespräche zwischen dem DEB und der DEL kam es zur Übereinkunft, dass sich die Liga nun Zweite Liga nennt und als Unterbau der DEL fungieren sollte. Die DEG startete mäßig, verbesserte sich aber im Laufe der Saison. Eine Niederlagenserie wurde Trainer Panek zum Verhängnis, für ihn kam der Rosenheimer DEL-Trainer Gerhard Brunner. Dieser war zuvor Trainer der DEG-Junioren und Vizemeister mit dem DEL-Team der Kassel Huskies. In der Play-off-Serie besiegte die DEG den EC Bietigheim-Bissingen im Viertelfinale, den EC Bad Nauheim im Halbfinale und den ERC Ingolstadt im Finale. Die DEG wurde somit Meister der 2. Liga und stieg in die DEL auf.
Ein Blick auf die Finanzen zeigte, dass die DEL finanziert werden konnte, der Verein aber weiterhin hoch verschuldet war. In der zweiten Liga wäre aufgrund schwindenden Zuschaueraufkommens und geringerer Sponsoreneinnahmen ein schleichender Niedergang eingetreten, ein späterer Aufstieg immer schwerer möglich. Somit konnte die DEG nach zweijähriger Unterbrechung wieder in die höchste deutsche Spielklasse aufsteigen.

### Die Neue Ära (seit 2000)

#### Rückkehr in die DEL

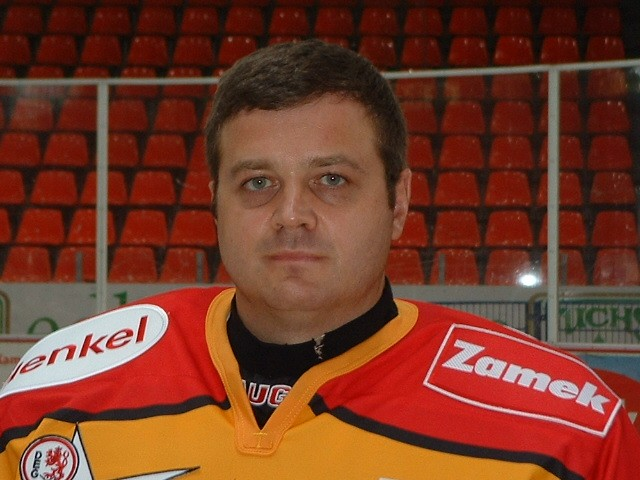
Andrej Trefilow, Spieler des Jahres 2001

Die DEG verstärkte sich mit einigen DEL-erfahrenen Spielern, ging allerdings mit einer hohen Anzahl Zweitligaspieler in die Saison. Eine Ausnahme bildete der Transfer des ehemaligen russischen Nationaltorwarts und Gold- bzw. Silbermedaillengewinners der Olympischen Spiele 1992 in Albertville und 1998 in Nagano, Andrej Trefilow vom amtierenden IHL-Meister und Turner-Cup-Gewinner Chicago Wolves. Gerade Trefilow mit seiner herausragenden Leistung war es zu verdanken, dass die Mannschaft, die wenig Offensivkraft hatte, die erste DEL-Saison nach Wiederaufstieg mit Platz elf abschloss und nicht in den Abstiegsstrudel geriet. Trefilow selbst wurde durch seine Leistung zum Spieler des Jahres 2001 gewählt. Die nächste Saison verlief ähnlich, allerdings wurde die Unzufriedenheit über die Personalpolitik und das Spielsystem von Trainer Brunner immer größer. Die Zuschauerzahlen waren mit etwa 5.500 bis 6.000 geringer als in der Zeit vor der zweijährigen DEL-Abstinenz. Eine Niederlagenserie führte zur Entlassung von Gerhard Brunner, sein Nachfolger wurde der kurz vorher als Manager eingestellte Michael Komma, früherer Spieler und Trainer der Preussen Berlin. Michael Komma sollte sich ursprünglich um die Spielerakquise kümmern, übernahm aber nun Trainer- und Manageramt gleichzeitig. Zu Beginn mit Erfolg, nach Platz neun und der Nichtteilnahme an den Play-offs, wurde in der Saison 2002/03 erstmals seit dem Aufstieg mit Platz drei ein gutes Ergebnis eingefahren. Danach schied die DEG gegen den späteren Meister Krefeld Pinguine im Viertelfinale aus. Besonders zwei Neuzugänge taten sich sportlich hervor. Die Norweger Trond Magnussen und Tore Vikingstad wurden sofort Leistungsträger und Lieblinge der Fans.

#### DEG Metro Stars
In diesem Jahr kam es zu einer der gravierendsten Veränderungen in der Vereinsgeschichte. Immer noch unter einer hohen Schuldenlast leidend, stand der Verein mehrmals am Rande der Insolvenz. Das Budget musste knapp kalkuliert werden, die Belastung durch die Schulden war hoch. Der Düsseldorfer Handelskonzern Metro wurde am 1. März 2001 als Namens- und Hauptsponsor gewonnen. Zunächst für fünf Jahre festgeschrieben, wurden hohe Summen zur Verfügung gestellt, um den Verein wieder auf eine solide Basis zu stellen. Schulden wurden nicht übernommen, aber die DEG hatte wieder Planungssicherheit und ein fähiges Controlling der Vereinsfinanzen. Seitdem firmierte die DEG unter dem Namen DEG Metro Stars.

Logo der DEG Metro Stars

Trotz Platz drei nach der Vorrunde waren die Fans unzufrieden. Das Spielsystem Kommas war unattraktiv wie das von Brunner, die Zuschauerzahlen stagnierten, zudem schied das Team bereits im Viertelfinale gegen die Krefeld Pinguine aus. Zwischen der Mannschaft und dem Trainer kam es zu Spannungen. Hoch war auch die Zahl der von ihm verpflichteten Spieler, die kurz danach mit einem teuren Auflösungsvertrag wieder weggeschickt wurden, weil sie doch nicht die in sie gesetzten Erwartungen erfüllen konnten, wie zum Beispiel dem Schweden Robert Burakovsky oder dem späteren Nationalspieler Michael Hackert.

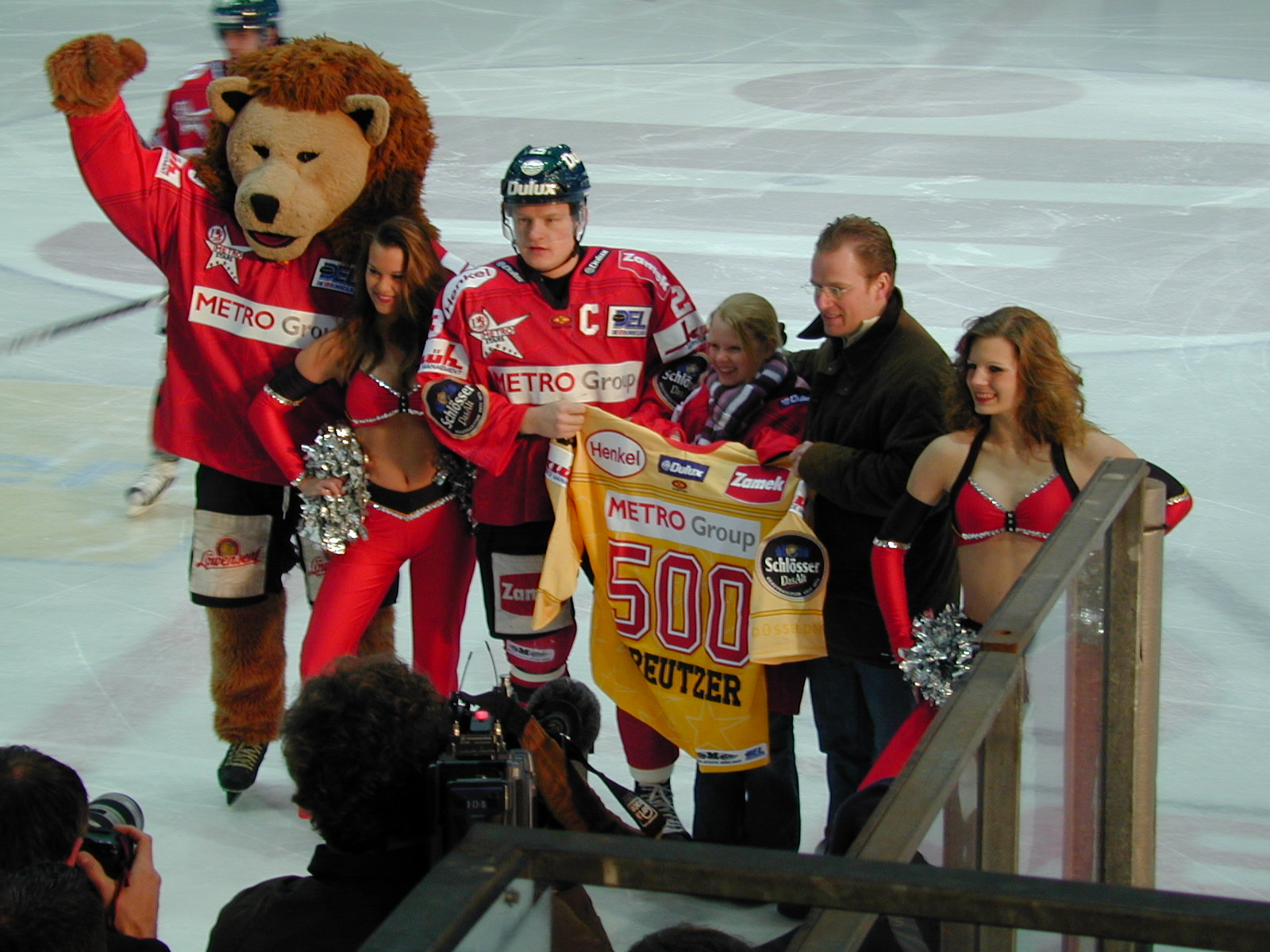
Ehrung für Daniel Kreutzer anlässlich seines 500. DEL-Spiels

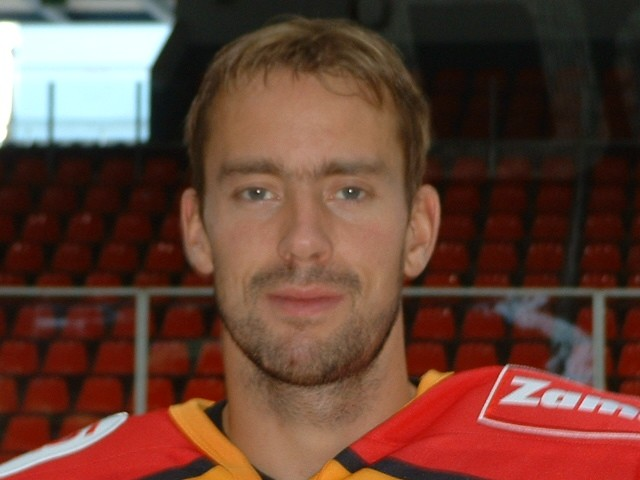
Tore Vikingstad, Spieler des Jahres 2006

Die Saison 2003/04 wurde auf Platz acht beendet, ein erneutes schnelles Ende im Viertelfinale gegen die Eisbären Berlin folgte. Trotz aller Dissonanzen hielt die DEG-Führung an Komma fest. Nach einem schlechten Start, schlechten sportlichen Leistungen und einem Abrutschen des Teams auf den letzten Tabellenplatz in der Saison 2004/05 wurde Komma nach langem Zögern entlassen. Abstiegsangst kam bei einem Team, das höheren Ligaansprüchen genügen sollte, auf. Nach einer Reihe von Absagen und einer eher hilflosen Trainersuche, wurde Butch Goring neuer DEG-Trainer. Goring war Meistertrainer der Krefeld Pinguine, konnte aber im darauffolgenden Jahr nicht mehr an den Erfolg anknüpfen und wurde dort entlassen. Der erfahrene Trainer, als Spieler bei den New York Islanders eine NHL-Größe, bemühte sich, aus dem Kader mehr herauszuholen. Die Saison endete schließlich mit Platz zehn.
Es kam zu einem Umbruch. Nur mäßige Zuschauerzahlen und schlechte Presse prägten das Bild, Sponsor Metro wurde unzufrieden. Die Verpflichtung des neuen DEG-Managers Lance Nethery, dem früheren Meistertrainer der Adler Mannheim, und Meistermanager der Kölner Haie und der Frankfurt Lions weckte große Hoffnungen. Goring, der auf einen längerfristigen Vertrag bestand, wurde nicht weiterbeschäftigt. Nethery überredete stattdessen Don Jackson, wie sein Vorgänger Goring auch ein ehemals erfolgreicher NHL-Spieler, dazu, Trainer bei der DEG zu werden. Jackson, der als Cheftrainer mit AHL-Erfahrung ausgestattet war, assistierte im Vorjahr aufgrund des Lockouts der NHL bei den Eisbären Berlin seinem Freund Pierre Pagé als Co-Trainer. Netherys Zukunftsvisionen und die positiven Berichte über die DEG von Berlins Manager und ehemaliger DEG-Spielerlegende Peter John Lee überzeugten Jackson. Viele neue Spieler wurden verpflichtet, da ein Teil der Mannschaft aussortiert wurde. Mit dem kleinsten Team der Liga, aber mit Team- und Kampfgeist ausgestattet, wurde lange Zeit am Limit gespielt. Nach der Vorrunde wurde Platz drei belegt und im Anschluss der Einzug in das Play-off-Finale geschafft.
Hervorzuhebende Spieler waren der gebürtige Düsseldorfer Daniel Kreutzer, Nationalspieler und Fanliebling, Klaus Kathan, nach schlechten Jahren in Mannheim wieder zum Torjäger erblüht, und Tore Vikingstad, Nationalspieler Norwegens, der Topscorer der Liga und Spieler des Jahres 2006 wurde. Die sogenannte „KVK-Reihe“ sorgte in der Liga für Aufsehen. In den Play-off-Serien wurden die Hamburg Freezers und die Kölner Haie besiegt. Finalist Eisbären Berlin jedoch erwies sich als zu stark; das Finale und die Meisterschaft gingen in drei Spielen in die Bundeshauptstadt. Dies tat der Freude über eine der sportlich besten Saisons seit Jahren aber keinen Abbruch, zumal die DEG deutscher Pokalsieger 2006 wurde und somit schließlich doch einen Titel errang.
In der darauffolgenden Saison 2006/07 hoffte der Verein an diese Erfolge anknüpfen zu können, zumal mit dem ehemaligen NHL-Spieler Jamie Storr für Andrej Trefilow, der seine Karriere beendete, erneut ein Spitzenmann für die Torwart-Position verpflichten wurde.

#### Umzug in den ISS Dome

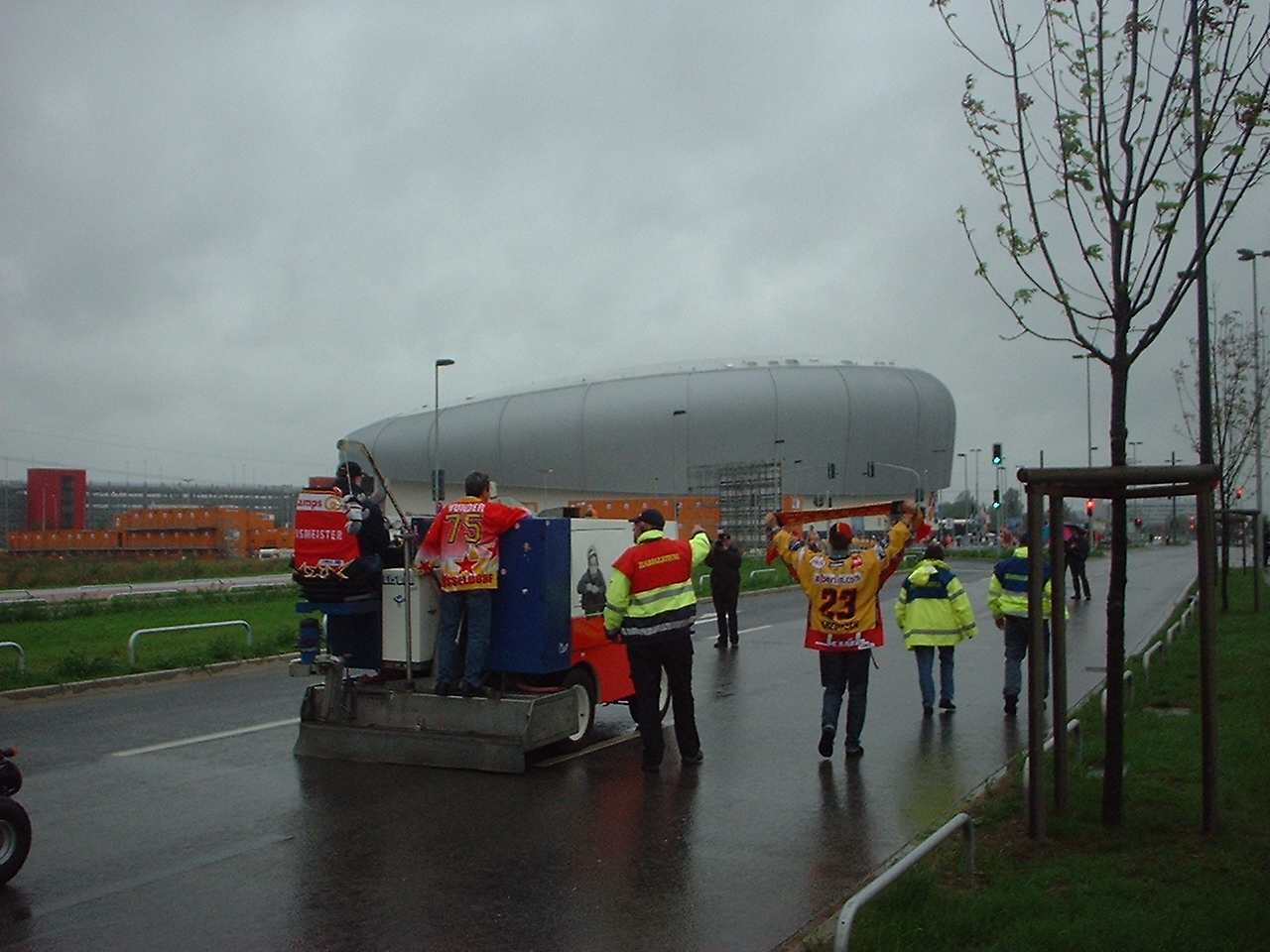
ISS-Dome, Ankunft der Eismaschine beim Fanmarsch am 3. September 2006

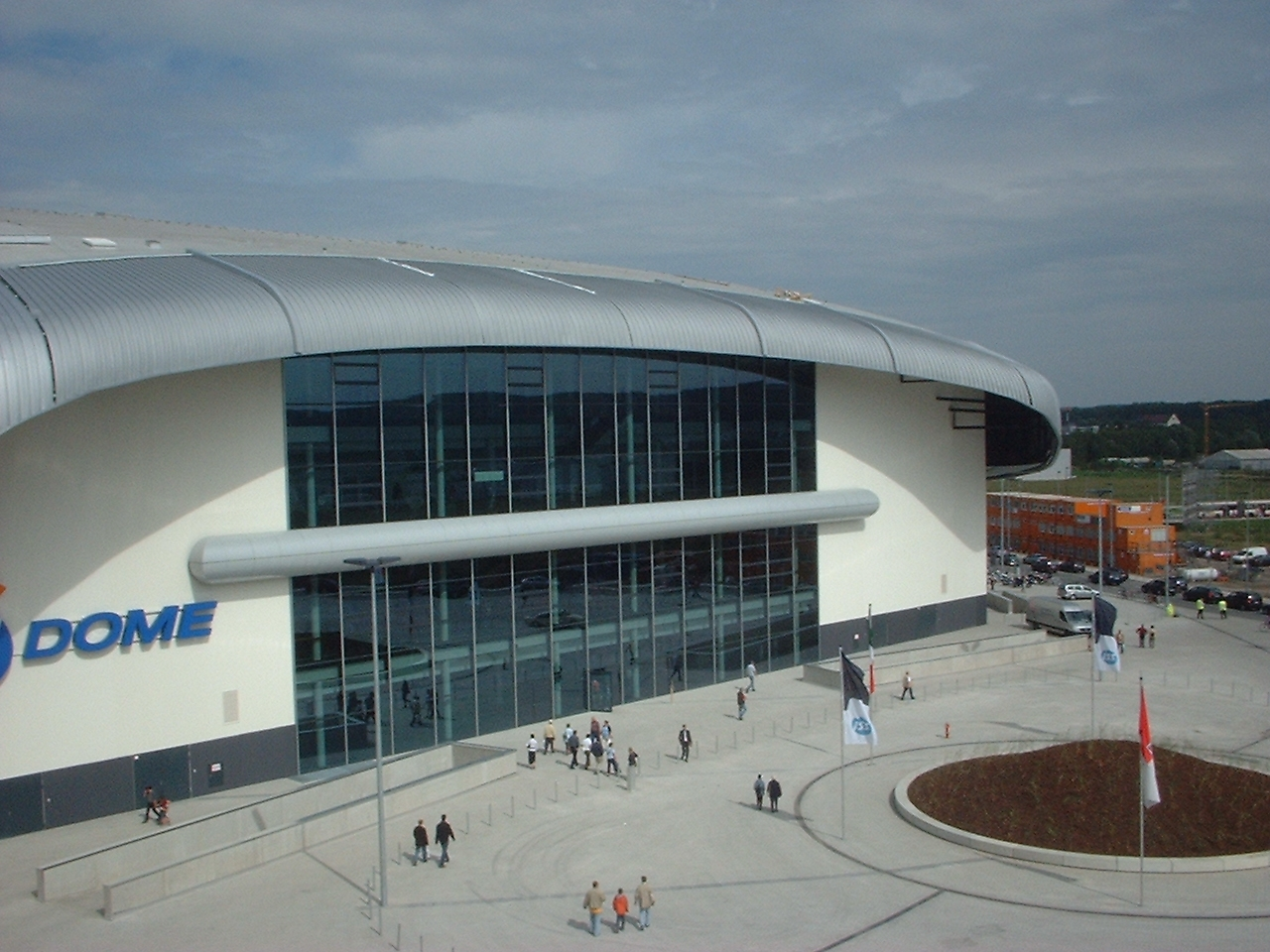
Die neue Spielstätte ISS-Dome am Tag der Eröffnung 2. September 2006

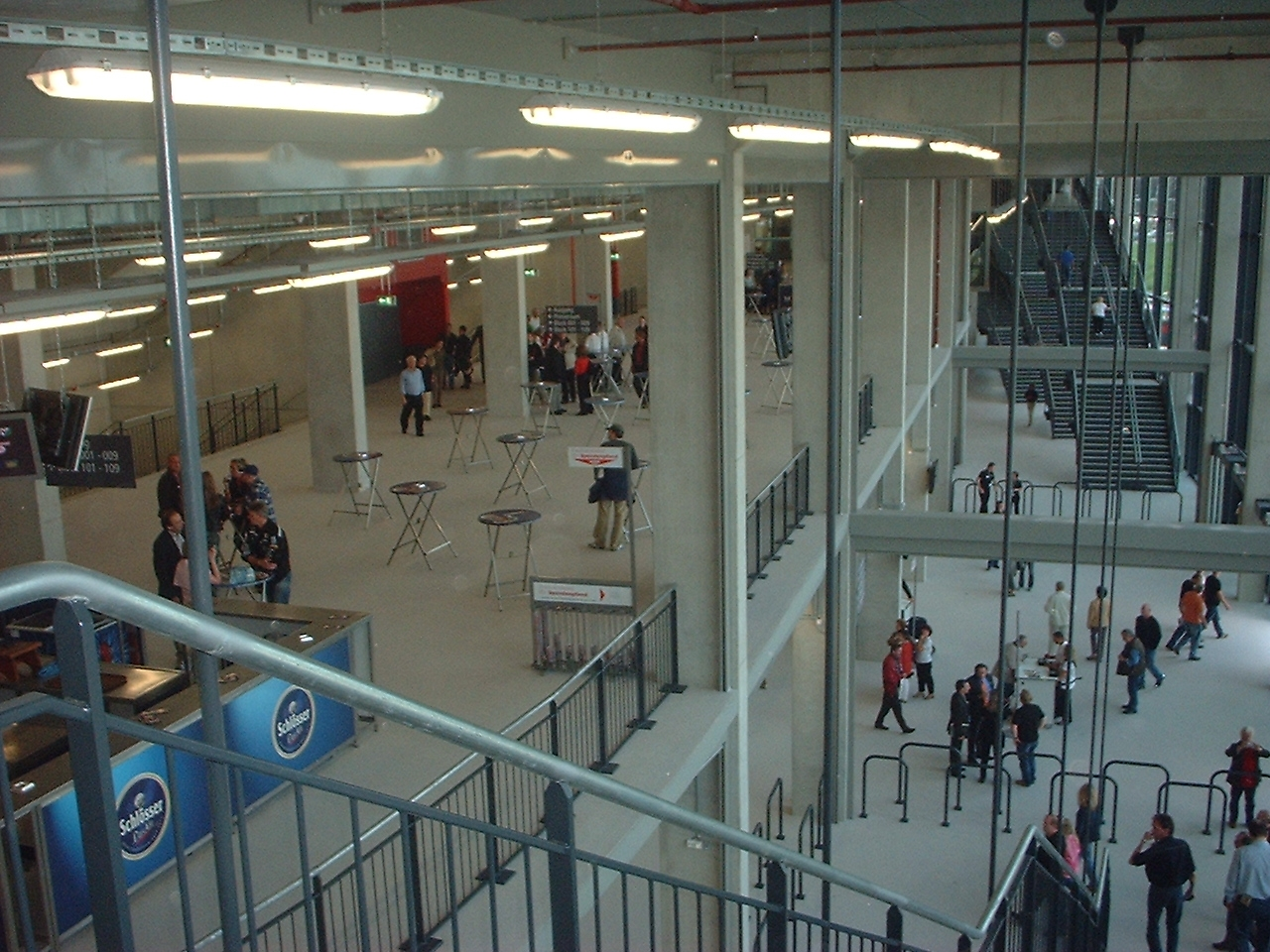
Innenraum ISS Dome am Tag der Eröffnung 2. September 2006

Durch den Umzug in den ISS Dome hoffte der Verein nicht nur auf eine steigende Zuschauerresonanz. Die bisherige Spielstätte, das traditionsreiche, aber über 70-jährige Eisstadion an der Brehmstraße, entsprach lange nicht mehr den Anforderungen eines deutschen Spitzenvereins. Sportlich verlief die Saison erfolgreich, die DEG Metro Stars schlossen die Vorrunde als Zweiter ab und gelangten in der Play-off-Serie bis in das Halbfinale. Der ISS-Dome wurde jedoch nicht so gut angenommen, wie man sich das erhofft hatte.
Für die Saison 2007/08 schienen die Prognosen weiterhin gut zu sein. Zum einen wurde bekannt, dass die DEG zwischenzeitlich alle Schulden der Vergangenheit abgebaut hatte und als saniert galt. Zum anderen verlängerten Namensrecht-Inhaber Metro wie auch Manager Lance Nethery ihre Verträge vorzeitig bis 2012. Nachfolger für den zu den Eisbären Berlin abgewanderten Don Jackson wurde der ehemalige tschechische Nationaltrainer Slavomír Lener. Nachfolger Christian Brittigs als Co-Trainer wurde der langjährige frühere DEG-Verteidiger Mike Schmidt. Die Topreihe der Vorsaison Kreutzer, Vikingstad und Kathan stand weiterhin unter Vertrag. Das von Lance Nethery neu strukturierte Team schien mit den Neuzugängen aus Übersee, unter anderem dem Ex-NHL Spieler Jamie Wright, sowie den DEL-Rückkehrern Peter Ratchuk, Andrew Hedlund und Brandon Reid höheren Ligaansprüchen zu genügen. In den Fachmedien war oftmals die Rede davon, dass die DEG Metro Stars der einzige ernstzunehmende Konkurrent von Titelverteidiger Adler Mannheim sei.
Die Saison 2007/08 verlief jedoch enttäuschend, Trainer Slavomír Lener wurde nach unkonstanten Leistungen der Mannschaft früh in der Saison beurlaubt, woraufhin Manager Lance Nethery diese Aufgabe übernahm. Schlechte Mannschaftsleistungen sowie eine Verletztenmisere ließen die DEG Metro Stars zeitweise bis auf Platz zwölf der Tabelle abrutschen, was auch schlechtere Zuschauerzahlen zur Folge hatte. Die Vorrunde wurde mit Platz neun abgeschlossen, der die Teilnahme an den Pre-Play-offs ermöglichte. Durch einen 2:1-Sieg nach Spielen gegen die Hannover Scorpions, darunter im entscheidenden Spiel in der zweiten Verlängerung nach 92 Minuten, wurde das Viertelfinale erreicht. Die Serie gegen die Sinupret Ice Tigers aus Nürnberg wurde zu einem Novum. Mit 4:1-Siegen gelang es den DEG Metro Stars als erstem Team in der Play-off-Geschichte der DEL, im Viertelfinale den Tabellenführer der Vorrunde zu besiegen. Auch im Halbfinale gegen die Eisbären Berlin hatte die DEG Chancen, unterlag aber letztlich in fünf Spielen. Die DEG blieb das einzige Team, das in den Play-offs alle Heimspiele gewann.
Neuer Trainer der darauffolgenden Saison 2008/09 wurde der frühere Nationalspieler Harold Kreis, der als Trainer mit den ZSC Lions in der Saison zuvor Schweizer Meister wurde. Auch der Kader veränderte sich. Die Topscorer Vikingstad und Kathan verließen den Verein in Richtung Hannover, als neue Spieler wurden unter anderem Adam Courchaine und Shane Joseph von den Ligakonkurrenten Duisburg und Augsburg verpflichtet. Die Hauptrunde dieser Saison wurde mit einem dritten Platz abgeschlossen, schlussendlich zog die DEG in das Finale gegen die Eisbären Berlin ein. Nach vier Spielen in der Best-of-Five-Serie mussten sich die Düsseldorfer dem Titelverteidiger geschlagen geben und wurden Vizemeister.
Die Saison darauf verlief unkonstant. Einem schlechten Saisonbeginn folgte eine gute mittlere Saisonphase, in der die DEG lange Zeit hinter dem Topfavoriten aus Berlin Platz zwei innehatte. In der Schlussphase der Vorrunde rutschte der Verein in der Tabelle bis auf Platz sechs ab und schied im Play-off-Viertelfinale gegen die Grizzly Adams Wolfsburg in drei Spielen aus. Auch der Zuschauerzuspruch verringerte sich erheblich. Nach dieser eher unbefriedigenden Saison sollte der Fokus in der Saison 2010/11 auf eine verjüngte, kampfkräftige Mannschaft gelegt werden. Diverse enttäuschende Leistungsträger wie Brandon Reid, Craig MacDonald und Patrick Traverse verließen die DEG. Als neuer Trainer wurde Jeff Tomlinson verpflichtet, der bisher Co-Trainer der Eisbären Berlin und zeitweilig Cheftrainer der Eisbären Juniors war und nun sein erstes Cheftraineramt in der höchsten deutschen Liga antrat. Eine Niederlagenserie zu Beginn der Saison wurde ihm beinahe zum Verhängnis, doch mit einem 4:2-Heimsieg gegen den amtierenden Meister aus Hannover wurde eine Aufholjagd gestartet, die die DEG vom vorletzten Platz – punktegleich mit dem Letzten – bis Jahresende auf Platz zwei führte, einen Punkt hinter Spitzenreiter Wolfsburg. Diese Konstellation hatte nach Ende der Hauptrunde auch noch Bestand. Im Play-off-Viertelfinale wurden die Adler Mannheim nach einer 2:7-Auftaktniederlage in vier Spielen bezwungen. Die Halbfinal-Serie ging über die volle Distanz von fünf Spielen, in denen die DEG erneut gegen den späteren Meister aus Berlin ausschied.
Am 19. Mai 2011 verkündete die Metro AG, ihren Sponsorenvertrag nach dem Ende der Saison 2011/12 nicht zu verlängern. Damit endet auch das Namenssponsoring, womit eine Rückkehr zum Namen Düsseldorfer EG möglich wurde. Die Saison verlief erneut unkonstant. Trainer Tomlinson ersetzte daraufhin den glücklosen Torwart Jean-Sébastien Aubin durch seinen Ersatzmann Bobby Goepfert, die DEG gab in den nächsten sieben Spielen nur einen Punkt ab und kletterte bis auf Platz drei. Zum Jahresende rutschte das Team jedoch auf Platz neun, konnte sich aber im Mittelfeld festsetzen. Mit Platz sieben erreichte das Team nicht die direkte Play-off-Qualifikation, sondern musste in die sog. erste Play-off-Runde gegen den zehntplatzierten Iserlohn Roosters antreten, die in zwei Spielen besiegt wurden. Im Viertelfinale präsentierte sich die DEG auf Augenhöhe mit dem Tabellenzweiten aus Ingolstadt, verlor jedoch die Serie in fünf Spielen.

#### Existenzangst und kompletter Neuanfang
Durch den Ausstieg des Haupt- und Namenssponsors Metro und den in den vorherigen zehn Jahren kaum akquirierten kleineren Sponsoren und Gönnern befand sich die DEG, die seit 2012 wieder mit ihrem alten Traditionsnamen Düsseldorfer EG antritt, in einer finanziell sehr schwierigen Situation. Lange Zeit war nicht klar, ob ein Budget für ein DEL-Team überhaupt zustande gebracht werden konnte. Auch ein Verlassen der DEL und ein Einstieg in eine untere Liga, wie der Regionalliga NRW, gleichzeitig mit einem Umzug in die in den letzten Jahren durch mehrere Sanierungsmaßnahmen renovierte Halle an der Brehmstraße wurde offen angesprochen. Eine große Kampagne wurde gestartet. Der ehemalige Geschäftsführer Elmar Schmellenkamp wurde wieder eingesetzt, das Management übernahm als Nachfolger des ausgeschiedenen Lance Nethery die DEG-Legende Walter Köberle, der seit vielen Jahrzehnten bei der DEG tätig ist, anfangs als Spieler, später in verschiedenen Tätigkeiten im Bereich der Organisation. Retter- und Bekennerpakete wurden beworben, die für 10.000 bzw. 20.000 Euro erworben werden konnten. Der Düsseldorfer Unternehmer Peter Hoberg investierte eine Summe von 700.000 Euro, die Stadt Düsseldorf und Unterorganisationen der Stadt, wie die Stadtsparkasse und die Stadtwerke beteiligten sich, nachdem ein schlüssiges Konzept für die Zukunft vorgestellt wurde. Das größte öffentliche Aufsehen erregte jedoch die Zusammenarbeit mit der Düsseldorfer Punkrockband Die Toten Hosen, die ebenfalls ein Retterpaket erwarb und ihr Bandlogo für eine neue Trikotserie zur Verfügung stellten. Dieses Trikot wurde ein voller Erfolg und verkaufte sich enorm. Die DEG, die vorher wenig Medienpräsenz hatte, wurde in Düsseldorf wieder Gesprächsthema, viele Unternehmen wurden bezüglich eines Sponsorings angesprochen, einige Retter- und Bekennerpakete abgesetzt und neue Sponsoren gefunden, wenn auch zumeist in einem relativ geringen Rahmen. Das Thema fand sogar als Karnevalswagen bei einem Rosenmontagsumzug Verwendung. Auch viele Fans beteiligten sich, u. a. bei einer Spendenorganisation. Durch diese gewaltigen Anstrengungen konnte ein Budget für die kommende DEL-Saison bewerkstelligt werden, welches jedoch im unteren Ligabereich anzusiedeln war. Aufgrund dessen verließen fast alle Spieler den Verein, um sich anderen Teams anzuschließen. So wechselten bspw. Publikumsliebling Patrick Reimer und die Topspieler Evan Kaufmann, Connor James, Marco Nowak, sowie Trainer Jeff Tomlinson nach Nürnberg. Letztendlich verblieben mit Torwart Bobby Goepfert, DEG-Urgestein Daniel Kreutzer, Marian Bazany und Diego Hofland nur vier Spieler beim Verein. Bei der Teamzusammensetzung wurde nun ein Augenmerk auf Kampfbereitschaft, Wille und Identifikation mit dem Verein gesetzt und überwiegend junge und günstige Spieler, u. a. aus Nordamerika, Schweden und Norwegen verpflichtet. Junge Perspektivspieler kamen zum Einsatz, zusätzlich kehrten die zwei erfahrenen und aus Düsseldorf stammenden früheren DEG-Spieler Niki Mondt und Tino Boos zurück. Neuer Trainer wurde der frühere DEG-Spieler und Co-Trainer zu Zeiten Don Jacksons, Christian Brittig, der bereits Erfahrungen als Head Coach in der Zweiten Liga bei Bietigheim machen konnte. Sein Co-Trainer wurde der langjährige Jugendtrainer Christof Kreutzer.
Des Weiteren wurde die zu Metro-Zeiten gegründete Cheerleadergruppe DEG Silver Stars abgeschafft. Letztendlich handelte es sich bei der Saison 2012/13 um einen der größten Einschnitte in der Vereinsgeschichte, zumindest seit dem Einstieg der Metro elf Jahre zuvor.
Bei einer außerordentlichen Gesellschafterversammlung am 5. November 2013 legte Elmar Schmellenkamp sein Amt als Geschäftsführer nieder, seine Nachfolge traten Jörn Klocke im Bereich Marketing und Paul Specht im Bereich Finanzen an. Außerdem verkauften die Unternehmen Zamek und VVA ihre Gesellschaftsanteile an Peter Hoberg und den neuen Gesellschafter Michail Ponomarjow, Inhaber des russischen Beratungsunternehmens Energy Consulting. Des Weiteren entschied der neue Vorstand des Stammvereins seine Mehrheit an den Profis an die beiden Gesellschafter Hoberg und Ponomarjow abzutreten und mit 26 % nur noch ein Mitspracherecht im Bereich Sport zu behalten. Hoberg und Ponomarjow hielten fortan jeweils 30,8 % der Anteile und Brau und Brunnen 12,4 %.
Im April 2014 wurde Jochen Rotthaus, der von 2006 bis 2013 Geschäftsführer der TSG 1899 Hoffenheim war, zum alleinigen Geschäftsführer bestellt. Nach einer Saison verließ Rotthaus die DEG wieder und ging zu Bayer 04 Leverkusen, sein Nachfolger wurde Paul Specht. Im Zuge einer erneuten Neuausrichtung wurde Paul Specht seinerseits nach ebenfalls nur einer Saison von Stefan Adam abgelöst, der am 18. Juli 2016 sein Amt bei der DEG angetreten hat.
2016 übernahm Peter Völkel die Anteile von Brau und Brunnen, Michail Ponomarjow verkaufte seine Anteile an Stephan Hoberg.
Im Anschluss an die Saison 2016/17 wurde Cheftrainer Christof Kreutzer seines Amtes enthoben. Nach dem Erreichen des DEL-Halbfinals in der Saison 2014/15 sowie des Viertelfinals 2015/16 war 2016/17 die Endrundenteilnahme verpasst worden. Als Nachfolger wurde Mike Pellegrims verpflichtet, der zuvor mit dem EC KAC österreichischer Vizemeister geworden war. Als Sportlicher Leiter wurde Niki Mondt eingesetzt. Pellegrims wurde Ende Januar 2018 seines Amtes enthoben, nachdem es zuvor sieben Niederlagen in neun Partien gesetzt hatte. Nachfolger bis Saisonende 2017/18 wurde der vorherige Co-Trainer Tobias Abstreiter.
Mitte April 2018 wurde die Rückkehr von Harold Kreis auf den Cheftrainerposten bekannt gegeben. Der Deutsch-Kanadier arbeitete zuvor vier Jahre lang beim Schweizerischen Verein EV Zug, während Abstreiter bis zum Ende der Saison 2018/19 ins Amt des Assistenztrainers zurückkehrte. Danach wechselte Abstreiter als Nachwuchsnationaltrainer zum DEB und wurde zur Saison 2019/20 vom bisherigen U17-Trainer der DEG Thomas Dolak abgelöst.
Am 8. Oktober 2020 trennte sich die DEG vom bisherigen Geschäftsführer Stefan Adam, als neuer Geschäftsführer wurde der seit kurzem bereits als Berater fungierende Düsseldorfer Unternehmer Harald Wirtz berufen. Der bisherige sportliche Leiter Niki Mondt trägt nun den Titel Sportdirektor und ist zukünftig alleine für den sportlichen Bereich zuständig und verantwortlich.
In diesem Zuge musste sich die DEG auch wirtschaftlich neu ausrichten: Der bisherige Etat im oberen einstelligen Millionenbereich musste infolge der Corona-Pandemie ohnehin schon um mehr als die Hälfte reduziert werden, die durch die abgesagten Play-offs 2020/21 entstandene Finanzlücke wurde ein letztes Mal vom bisher gleichzeitig als Mäzen fungierenden Gesellschafter Stephan Hoberg geschlossen. Seitdem muss sich die DEG vollständig durch Sponsoring und Ticketeinnahmen selbst finanzieren, und so ging man mit dem zweitniedrigsten Etat der Liga (knapp vor den Bietigheim Steelers) in die Saison 2021/22, in der man mit dem 9. Platz dennoch ungefährdet die erste Play-off-Runde erreichte.
Eine erneute Umstrukturierung erfolgte im März 2022 bei den Gesellschaftern der DEG: Der amtierende Geschäftsführer Harald Wirtz übernahm 25 % der Anteile von Peter Hoberg, der jetzt mit nur noch 5,8 % beteiligt war, die übrigen Anteile von Stephan Hoberg, Daniel Völkel (der die Anteile zwischenzeitlich von seinem Vater Peter Völkel übernommen hatte) und des Stammvereins blieben unverändert. Gleichzeitig wurde der Geschäftsführervertrag von Harald Wirtz vorzeitig bis zum Sommer 2024 verlängert.
Nach vier Jahren bei der DEG entschied sich Cheftrainer Harold Kreis, zur Saison 2022/23 zu den Schwenninger Wild Wings zu wechseln. Sein Nachfolger wurde Roger Hansson, der jedoch trotz eines durchaus erfolgreichen Abschneidens (Platz 7 in der Hauptrunde, Erreichen des Playoff-Viertelfinales, nachdem man die Löwen Frankfurt in den Pre-Playoffs überzeugend schlagen konnte, gegen den ERC Ingolstadt im Viertelfinale über fünf Begegnungen aber jeweils knapp das Nachsehen hatte), zur Folgesaison 2023/24 von dessen bisherigem Co-Trainer Thomas Dolak als Head Coach abgelöst wurde. Dessen Co-Trainer wurden Daniel Kreutzer (auch schon unter Roger Hansson in der Vorsaison als Co-Trainer für das Überzahlspiel und in der aktuellen Saison für das Unterzahlspiel zuständig) sowie der noch in der Vorsaison für die DEG auf dem Eis aktive Spieler Alexander Barta. Nach einem überwiegend enttäuschenden Start in die Saison 2023/24 und wenig überzeugenden Statistiken im Über- und Unterzahlspiel wurde Vereinslegende Daniel Kreutzer durch Mike Pellegrims als Co-Trainer ersetzt, der die DEG schon in der Saison 2017/18 bis zum 46. Spieltag als Head Coach betreut hatte.
Im Laufe des Jahres 2023 kam es (zum Teil zwangsläufig) zu weiteren Veränderungen in der Gesellschafterstruktur der DEG: Die noch verbliebenen Anteile von 5,8 % des nach dem Ausstieg der Metro als Haupt- und Namenssponsor 2011 zum maßgeblichen „DEG-Retter“ gewordenen Peter Hoberg wurden nach dessen plötzlichem Ableben von einer Erbengemeinschaft übernommen, und Geschäftsführer Harald Wirtz trat die Hälfte seiner bisherigen Anteile von 25 % an den Unternehmer Jens Thiermann als neuen Gesellschafter ab.
Die Saison 2024/25 schloss die DEG als 14. und somit Tabellenletzter ab und war somit sportlich abgestiegen. Unmittelbar nach Abschluss der Hauptrunde trat Harald Wirtz als Geschäftsführer zurück, bleibt der DEG aber als Gesellschafter erhalten. Kurz darauf stellte die DEG Sportdirektor Niki Mondt frei, auch die auslaufenden Verträge des Trainerstabs unter Head Coach Steven Reinprecht werden nicht verlängert. Der Abstieg in die DEL2 wurde allerdings erst am 29. April 2025 durch den Aufstieg der Dresdner Eislöwen in die DEL endgültig besiegelt.
Nahezu zeitgleich – aber ohnehin bereits seit längerem geplant – ist der erst im September 2023 neu als Gesellschafter eingestiegene Unternehmer Jens Thiermann aus dem Gesellschafterkreis wieder ausgeschieden und hat seine Anteile an Daniel Völkel abgetreten, bleibt der DEG als Sponsor jedoch erhalten.

### Platzierungen der DEG
Im Unterartikel Düsseldorfer EG/Statistik finden sich die Platzierungen der DEG seit ihrer Gründung, aufgeteilt in folgende Kategorien:
- Platzierungen der DEG zwischen 1936 und 1958
- Platzierungen Bundesliga (1958/59–1993/94)
- Platzierungen DEL (ab 1994/95)
- Platzierungen DEB-Pokal

## Spieler

### Kader der Saison 2025/26
Stand: 30. Juli 2025
| Nr. | Nat.               | Spieler               | Pos. | Geburtsdatum      | im Team seit | Geburtsort                        |
| --- | ------------------ | --------------------- | ---- | ----------------- | ------------ | --------------------------------- |
| 50  | Vereinigte Staaten | Ryan Bednard          | G    | 31. März 1997     | 2025         | Macomb Township, Michigan, USA    |
| 35  | Deutschland        | Leon Hümer            | G    | 18. März 2005     | 2016         | Büdingen, Deutschland             |
| 27  | Deutschland        | Niklas Lunemann       | G    | 27. April 2002    | 2025         | Kassel, Deutschland               |
| 58  |                    | Max Balinson          | D    | 5. Oktober 1996   | 2024         | Ancaster, Ontario, Kanada         |
| 8   |                    | Kristian Blumenschein | D    | 6. Februar 1997   | 2025         | Kelowna, British Columbia, Kanada |
| 63  | Deutschland        | Maximilian Faber      | D    | 18. Mai 1993      | 2025         | Hagen, Deutschland                |
| 5   | Deutschland        | Nicolas Geitner       | D    | 11. Dezember 1998 | 2025         | Düsseldorf, Deutschland           |
| 26  | Deutschland        | Moritz Kukuk          | D    | 27. April 2005    | 2025         | Herdecke, Deutschland             |
| 6   | Deutschland        | Kevin Maginot         | D    | 25. Juli 1994     | 2025         | Mannheim, Deutschland             |
| 21  | Deutschland        | Emil Quaas            | D    | 20. Dezember 1996 | 2025         | Berlin, Deutschland               |
| 37  | Deutschland        | Lenny Boos            | F    | 21. November 2006 | 2017         | Köln, Deutschland                 |
| 22  | Kanada             | Erik Bradford         | C    | 19. Oktober 1994  | 2025         | Orangeville, Ontario, Kanada      |
| 18  |                    | Michael Clarke        | C    | 29. April 1994    | 2025         | London, Ontario, Kanada           |
| 91  | Japan              | Yūshirō Hirano        | RW   | 18. August 1995   | 2025         | Tomakomai, Japan                  |
| 9   | Kanada             | Lucas Lessio          | LW   | 23. Januar 1993   | 2025         | Maple, Ontario, Kanada            |
| 71  | Vereinigte Staaten | Ture Linden           | C    | 6. Juli 1997      | 2025         | Great Falls, Virginia, USA        |
| 17  | Deutschland        | Leon Niederberger     | RW   | 31. Januar 1996   | 2025         | Düsseldorf, Deutschland           |
| 81  |                    | Ryan Olsen            | C    | 25. März 1994     | 2025         | Delta, British Columbia, Kanada   |
| 78  | Deutschland        | Kevin Orendorz        | RW   | 24. Februar 1995  | 2025         | Iserlohn, Deutschland             |
| 41  |                    | Colin Smith           | C    | 20. Juni 1993     | 2025         | Edmonton, Alberta, Kanada         |

Trainerstab
| Funktion        | Nat.        | Name                 | Geburtsdatum      | Im Team seit | Geburtsort                   |
| --------------- | ----------- | -------------------- | ----------------- | ------------ | ---------------------------- |
| Trainer         | Kanada      | Rich Chernomaz       | 1. September 1963 | 2025         | Selkirk, Manitoba, Kanada    |
| Co-Trainer      |             |                      |                   |              |                              |
| Torwarttrainer  |             |                      |                   |              |                              |
| Geschäftsführer | Kanada      | Rick Amann           | 30. Dezember 1960 | 2025         | Mac Gregor, Manitoba, Kanada |
| Geschäftsführer | Deutschland | Andreas Niederberger | 20. April 1963    | 2025         | München                      |

### Bedeutende frühere Mannschaften
- Deutscher Meister – Eishockey-Bundesliga 1966/67
- Deutscher Meister – Eishockey-Bundesliga 1971/72
- Deutscher Meister – Eishockey-Bundesliga 1974/75
- Deutscher Meister – Eishockey-Bundesliga 1989/90
- Deutscher Meister – Eishockey-Bundesliga 1990/91
- Deutscher Meister – Eishockey-Bundesliga 1991/92
- Deutscher Meister – Eishockey-Bundesliga 1992/93
- Deutscher Meister – DEL 1995/96
- DEB-Pokalsieger 2005/2006

Die Kaderlisten dieser erfolgreichen Mannschaften finden sich im Unterartikel Düsseldorfer EG/Statistik.

### Nicht mehr vergebene Trikotnummern
| #2               | #10          | #12       | #13        | #19      | #23         |
| ---------------- | ------------ | --------- | ---------- | -------- | ----------- |
| O. Schneitberger | C. Valentine | P. J. Lee | W. Köberle | P. Hejma | D. Kreutzer |

Im Verlauf von über 75 Jahren Eishockey spielten bei der DEG sehr viele populäre Eishockeyspieler. Von fünf ehemaligen Spielern wird die DEG die Spielernummern zu Ehren der Akteure nicht mehr vergeben. Der Kanadier Chris Valentine wechselte 1984 von den Washington Capitals zur DEG und blieb dort bis zu seinem Karriereende im Jahr 1996. In dieser Zeit wurde er zu einer festen Größe des Vereins und ist bis heute in allen Rekordlisten der DEG weit oben aufzufinden, beispielsweise erzielte er die meisten Tore, gab die meisten Assists und erreichte somit fast 1.000 Scorerpunkte. Die höchste Anzahl an Spielen für den Verein erreichte er aufgrund einer Verletzung in seiner letzten aktiven Saison nicht (diesen Rekord hält sein langjähriger Mannschaftskollege Andreas Niederberger). Zusätzlich war Valentine in der Saison 1997/98 Trainer der DEG.

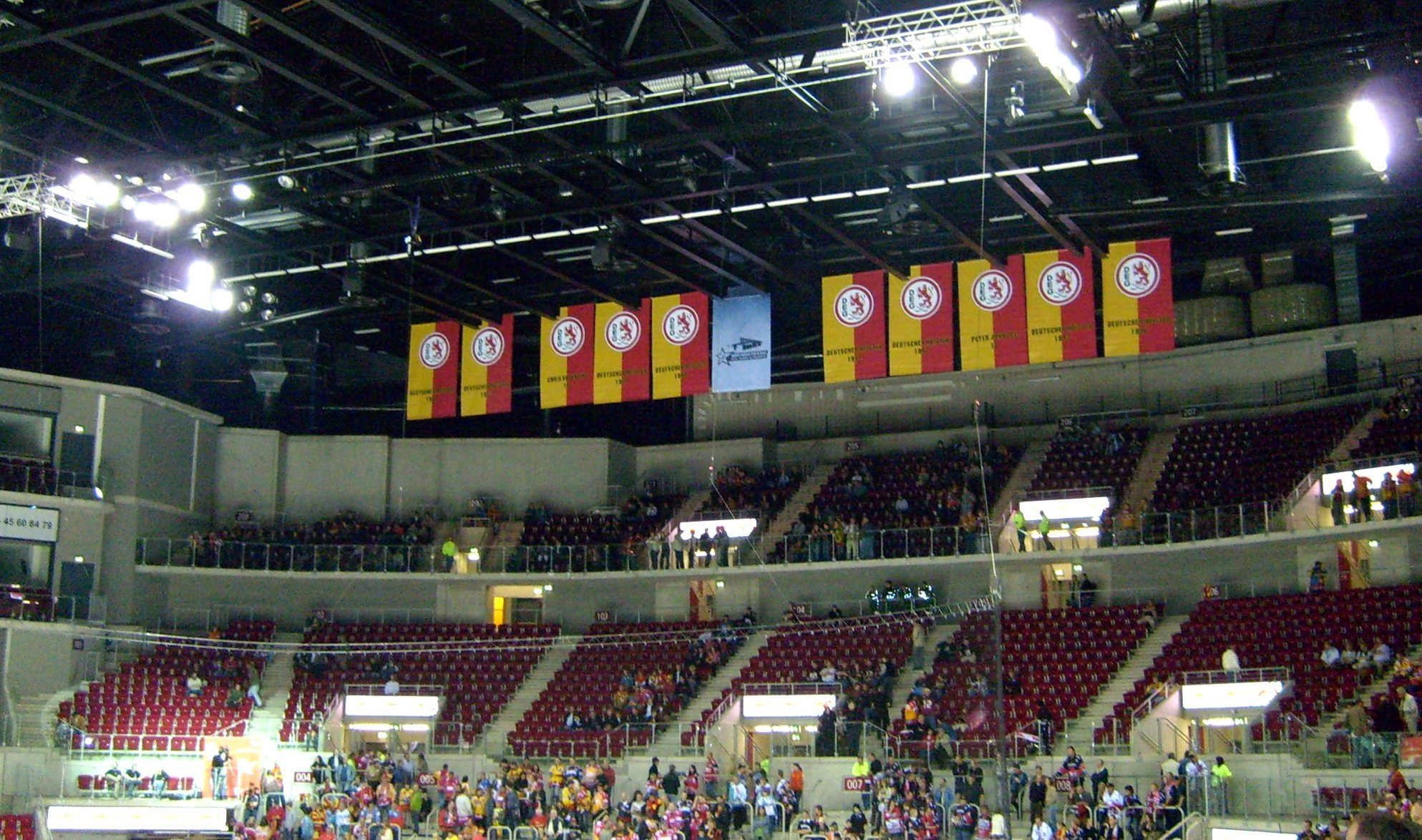
Die acht Meisterschaftsbanner sowie die Spielerbanner von Valentine und Lee im ISS Dome 2007

Sein langjähriger Sturmpartner war Peter John Lee von den Pittsburgh Penguins, der ein Jahr vorher zur DEG stieß und nahezu zehn Jahre zusammen mit Valentine eine Topreihe bildete. Beide Persönlichkeiten gehörten nicht nur für eine ganze Dekade zu den besten Spielern der Liga, auch ihr Verhalten abseits des Eises ließ sie zu Fanidolen werden. Banner mit ihren Rückennummern 10 (Valentine) und 12 (Lee) wurden zusammen mit den acht Meisterbannern im Eisstadion an der Brehmstraße aufgezogen. Inzwischen wurden, aus Anlass des Umzuges in den ISS Dome, größere Banner hergestellt und hängen nun im (mittlerweile umbenannten) PSD Bank Dome über den Tribünen für Gästefans.
Am 13. Januar 2013 wurde Walter Köberle für seine Leistung als Spieler und Funktionär geehrt. Auch von ihm wurde ein Banner an der Hallendecke angebracht, seine Trikotnummer 13 wird ebenfalls nicht mehr vergeben. Im Jahre 1971 kam er zum ersten Mal nach Düsseldorf und blieb 10 Jahre. Nach einem Jahr auf der anderen Rheinseite beim KEC spielte er seine letzte Saison und beendete er seine Karriere im Trikot der Düsseldorfer. Fortan war er im Nachwuchsbereich beschäftigt. Ein mögliches Traineramt bei den Eisbären Berlin scheiterte aus gesundheitlichen Gründen. Im Jahre 2000 wurde er erstmals Co-Trainer bei einem DEL-Team. Später wurde er Teamleiter und 2012 sportlicher Leiter.
Am 2. Februar 2018 wurde die Rückennummer 23 von Daniel Kreutzer unter die Decke des ISS Dome gehängt und ebenfalls seitdem in Düsseldorf nicht mehr vergeben.
Vor dem Derby gegen die Kölner Haie am 29. November 2019 wurde dann auch die (längst fällige) Rückennummer 2 des inzwischen 80 Jahre alten früheren Verteidigers und Klub-Legende Otto Schneitberger unter das Hallendach gezogen.
2021 wurde Petr Hejma als bisher letzter Spieler der DEG ebenfalls für seine Leistungen als Spieler und Trainer geehrt. Sein Ehrenbanner mit der Nummer 19 wurde am 5. November vor dem 233. Derby gegen die Kölner Haie unter die Decke der Arena gehängt.
Die Rückennummer 80 des Torhüters Robert Müller wird nach seinem Tod 2009 in der gesamten DEL nicht mehr vergeben.

## Vereinsinterne Rekorde
Im Unterartikel Düsseldorfer EG/Statistik finden sich detaillierte Informationen zu folgenden Kategorien:
- Spieler-Rekorde
- Saison-Rekorde Bundesliga (1958/59–1993/94)
- Saison-Rekorde DEL (ab Saison 1994/95)
- Sonstige Rekorde

## Bekannte ehemalige Spieler
Einige ehemalige DEG-Spieler sind sich durch ihre langjährige Zugehörigkeit zur DEG, der Liga und der Nationalmannschaft in den Erinnerungen der Fans nicht wegzudenken. Ihre sportliche Leistung, aber auch ihr Auftreten außerhalb der Eisfläche waren vorbildlich. Personen wie Chris Valentine, Peter John Lee, Petr Hejma, Otto Schneitberger und Helmut de Raaf sind auch heute noch wohlbekannt und Angehörige der sogenannten „Goldenen Zeiten“ des Vereins. Weitere, sehr erfolgreiche und bekannte DEG-Spieler waren Dieter Hegen, Benoît Doucet, Gerd Truntschka, Uli Hiemer, Rick Amann, Andreas Niederberger und Mike Schmidt.
Genaueres siehe Unterartikel Düsseldorfer EG/Statistik

### Individuelle Auszeichnungen
Siehe Unterartikel Düsseldorfer EG/Statistik

### Teilnahmen von Spielern am All-Star-Game
Siehe Unterartikel Düsseldorfer EG/Statistik

## Trainer
In der langjährigen DEG-Geschichte waren viele bekannte Persönlichkeiten aus verschiedenen Nationen Trainer des Vereins. Häufig wurden ehemalige Spieler des Vereins später DEG-Trainer, wie z. B. Rainer Hillmann, Frank Trottier, Otto Schneitberger, Brian Lefley, Petr Hejma senior, Chris Valentine, Christian Brittig oder ab der Saison 2014/15 bis 2017 Christof Kreutzer. Für einige Trainer war die Düsseldorfer EG die erste erfolgreiche Station mit Meistertiteln und Sprungbrett für eine große Karriere (auch im Nationalteam) wie zum Beispiel Xaver Unsinn oder Hans Zach.
Eine Aufstellung aller bisherigen Trainer findet sich im Unterartikel Düsseldorfer EG/Statistik.

## Manager
Bis in die 1980er Jahre gab es bei der DEG keinen hauptamtlichen Manager, die Spielerakquise oblag dem Trainer und dem Vorstand. Eine vergleichbare Tätigkeit wurde in den 1980er und 1990er Jahren vom Sportobmann und langjährigem Jugendtrainer Rolf „Rolli“ van Hauten übernommen. Nach dem Wiederaufstieg in die DEL endete das Arbeitsverhältnis aufgrund von Meinungsverschiedenheiten. Unter Trainer Gerhard Brunner wurde Michael Komma, zuvor Trainer und Manager bei Preussen Berlin, für die Managertätigkeit unter Vertrag genommen. Als Brunner beurlaubt wurde, übernahm Komma auch das Traineramt und übte beide Funktionen über drei Jahre, bis zu seiner Entlassung aus. Von April 2005 bis Januar 2012 war der zuvor für die Adler Mannheim, Kölner Haie und Frankfurt Lions erfolgreich tätige Lance Nethery Manager der DEG Metro Stars.
Im Rahmen des Umbruchs nach der Saison 2011/2012 übernahm Walter Köberle das Amt des Managers.

## Stammverein

### DEG Youngsters
Die Düsseldorfer EG verfügte viele Jahre über eine ausgezeichnete Jugendarbeit, die unter anderem Spieler wie Helmut de Raaf und Daniel Kreutzer hervorbrachte. Durch die stillgelegte zweite Eisfläche an der Brehmstraße ab 1995 wurde es schwieriger, Trainingszeiten zu organisieren, so dass eine zielgerichtete Jugendarbeit kaum noch möglich war. Im Jahr 2005 wurde anstelle der alten unbedachten Eisfläche eine neue moderne Trainingshalle direkt neben dem Eisstadion errichtet. Zudem wurde das Trainingsprogramm der DEG wesentlich intensiviert und ausgebaut.
Heute spielen ca. 300 Kinder und Jugendliche im Bambini-, Kleinschüler-, Knaben- und Schülerbereich. Es werden Laufschulen und Pucki Training angeboten und Jugendturniere ausgerichtet. In allen Altersgruppen nimmt die DEG am Spielbetrieb in der entsprechenden höchsten Liga teil. Einige der Hauptberuflichen Trainer waren selber erfolgreiche Profis, wie Georg Holzmann und Thomas Dolak. Mit Udo Schmid hat der DEG Eishockey e. V. einen ehemaligen Düsseldorfer Meisterspieler als sportlichen Leiter 2014 verpflichtet.

#### Deutsche Nachwuchsliga (DNL)
Im Jahr 2006 stieg das Nachwuchsteam der DEG in die höchste deutsche Nachwuchsliga, der Deutschen Nachwuchsliga (DNL) auf. In der ersten Saison qualifizierte sich das Team, als erstes Aufsteigerteam überhaupt in der Geschichte der DNL, mit Platz acht für die Play-offs und unterlag dort gegen den späteren Meister Jungadler Mannheim. Trainer der DNL-Mannschaft zu diesem Zeitpunkt war der langjährige frühere DEG-Spieler Andreas Niederberger. In der DNL-Saison 2007/08 belegte das Team den dritten Platz nach der Vorrunde und schied im Play-off-Viertelfinale gegen die Kölner Junghaie aus. Das Heimspiel in dieser Play-off-Serie sahen über 1000 Zuschauer im Eisstadion an der Brehmstraße. Die Saison 2008/09 endete ebenfalls im Viertelfinale der Play-offs. Sportlich erfolgreicher gestaltete sich die Saison 2009/10. Nach Siegen gegen den Krefelder EV im Viertelfinale und den Eisbären Berlin im Halbfinale wurde erstmals das Finale der Deutschen Nachwuchsliga erreicht, welches gegen die Jungadler Mannheim verloren wurde. Die Mannschaft wurde einige Jahre durch den ehemaligen, langjährigen DEG-Verteidiger Christof Kreutzer trainiert, der ab der Saison 2012/13 Co-Trainer der DEL-Mannschaft wird. Als sein Nachfolger wird Georg Holzmann das Training der DNL-Mannschaft übernehmen.

#### Nachwuchs-Meisterschaften
- Deutscher Junioren-Meister 1983, 1987
- Deutscher Jugend-Meister 1983, 1995, 2006
- Deutscher Schüler-Meister 1981, 1982, 1985

### DEG II
In der Saison 2006/07 ging erstmals eine 1b-Mannschaft des Vereins, die DEG II an den Start. Die Startsaison in der fünftklassigen Verbandsliga NRW war erfolgreich, ungeschlagen stieg das Team unter der Leitung von Peter Schrills in die Regionalliga NRW auf. Die mittelfristige Planung sah vor, in die Oberliga aufzusteigen, um dort nach dem Vorbild der Eisbären Berlin Juniors einen Unterbau zur ersten Mannschaft zu bilden. In der Saison 2007/08 wurde der frühere DEG-Spieler Thomas Werner Trainer des Teams. Die DEG II erreichte, wie geplant, die Endrunde, Aufsteiger war jedoch der Herner EV.
Unter Leitung von Christof Kreutzer, der zum Traineramt der DNL-Mannschaft auch diese Funktion beim 1b-Team übernahm, wurde ein erfolgreiches Regionalligateam aufgebaut. Von den ursprünglichen Planungen eines Aufstiegs in die Oberliga sah der Verein aus Kostengründen ab, vielmehr entstand der Plan den für die DNL zu alt gewordenen Spielern durch taktisches Training und viel Eiszeit den Sprung in das Profieishockey zu ermöglichen. Nach einer durchwachsenen Saison 2007/08 wurde die Saison 2008/09 durch das Erreichen der Meisterrunde erfolgreicher absolviert. Im Halbfinale wurde der Meisterrundenerste ESV Hügelsheim besiegt, bevor die Mannschaft im Finale gegen die Elche Dortmund unterlag.
Aufgrund einer Änderung der Altersgrenze für die DNL zur Saison 2010/11 wurde der Spielbetrieb der DEG II mit Ende der Saison 2009/10 eingestellt, da sich für diese Abteilung keine sportliche Perspektive im Hinblick auf den Profisport mehr ergab. Der Fokus liegt nun auf dem DNL-Team.

### Frauenmannschaft
Mit der Saison 2015/16 hat die DEG das erste Mal Frauenmannschaften im Spielbetrieb in einer Liga gemeldet. Diese konnte erfolgreich (26:0 Punkte) in die 2. Bundesliga aufsteigen. Direkt im Folgejahr gelang der Aufstieg in die erste Bundesliga. Die erste Saison wurde auf dem fünften Platz abgeschlossen. In der Saison 2018/19 belegte das Team den siebten Platz und sicherte sich in den Play-downs den Klassenerhalt.

## Spielstätten

### Eisstadion an der Brehmstraße

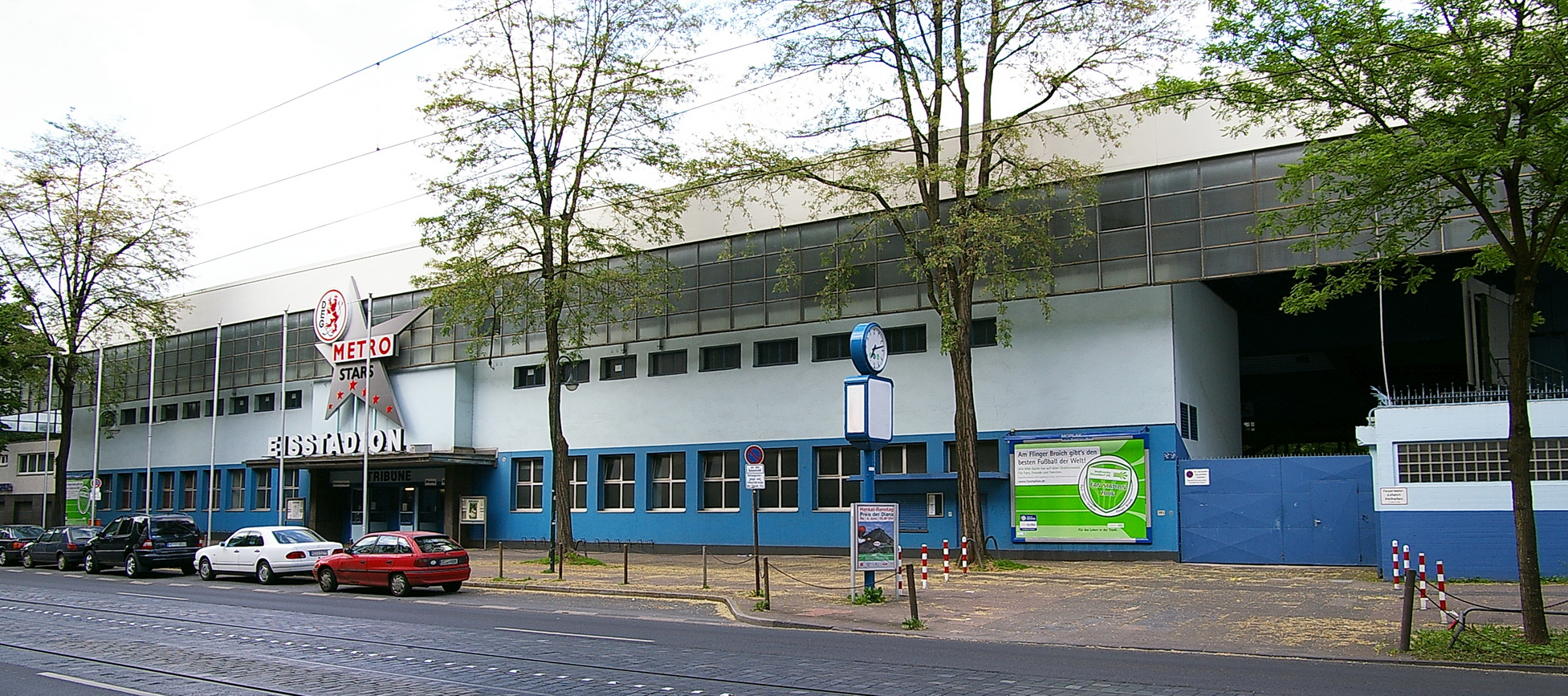
Eisstadion an der Brehmstraße
Spielort der DEG 1935–2006

Von 1935 bis zum Ende der Saison 2005/06 war das, in den ersten Jahren noch unbedachte, Eisstadion an der Brehmstraße in Düsseldorf-Düsseltal die sportliche Heimat der DEG. Dort wurden große Erfolge und acht Meistertitel gefeiert. Zudem war die Brehmstraße Austragungsort von Spielen der Eishockeyweltmeisterschaften 1955, 1975 und 1983. Die Zuschauerkapazität in den Vorkriegsjahren betrug 8.000 Zuschauer, bevor das Stadion im Zweiten Weltkrieg durch Bombenabwürfe schwer beschädigt wurde. Nach der Wiedererrichtung wurde die Kapazität auf 10.500 erhöht. Durch Umbaumaßnahmen in den 1980er und frühen 1990er Jahren stieg das Fassungsvermögen auf 11.117. Ende des Jahrzehnts sank sie auf 10.285, da eine Stehplatztribüne in Sitzplätze umgewandelt wurde. Die Brehmstraße war über lange Zeit das größte Eisstadion Deutschlands und wurde 1969 überdacht. Viele Jahrzehnte galt es als Zuschauerhochburg. 9.500 verkaufte Dauerkarten waren keine Seltenheit. Eine zweite, unüberdachte Eisfläche neben dem Hauptgebäude, musste 1995 nach vierzigjähriger Nutzung wegen erheblicher Schäden stillgelegt werden, was sich negativ auf die Düsseldorfer Jugendarbeit auswirkte. Nach Jahren der Diskussion wurde 2004 eine neue und nun überdachte Trainingshalle an dieser Stelle eröffnet. Durch die seitdem vorhandenen zwei Eisflächen und den erheblich erhöhten Trainingszeiten gibt es nun genügend Trainingsmöglichkeiten aller Mannschaften der DEG.

### PSD Bank Dome

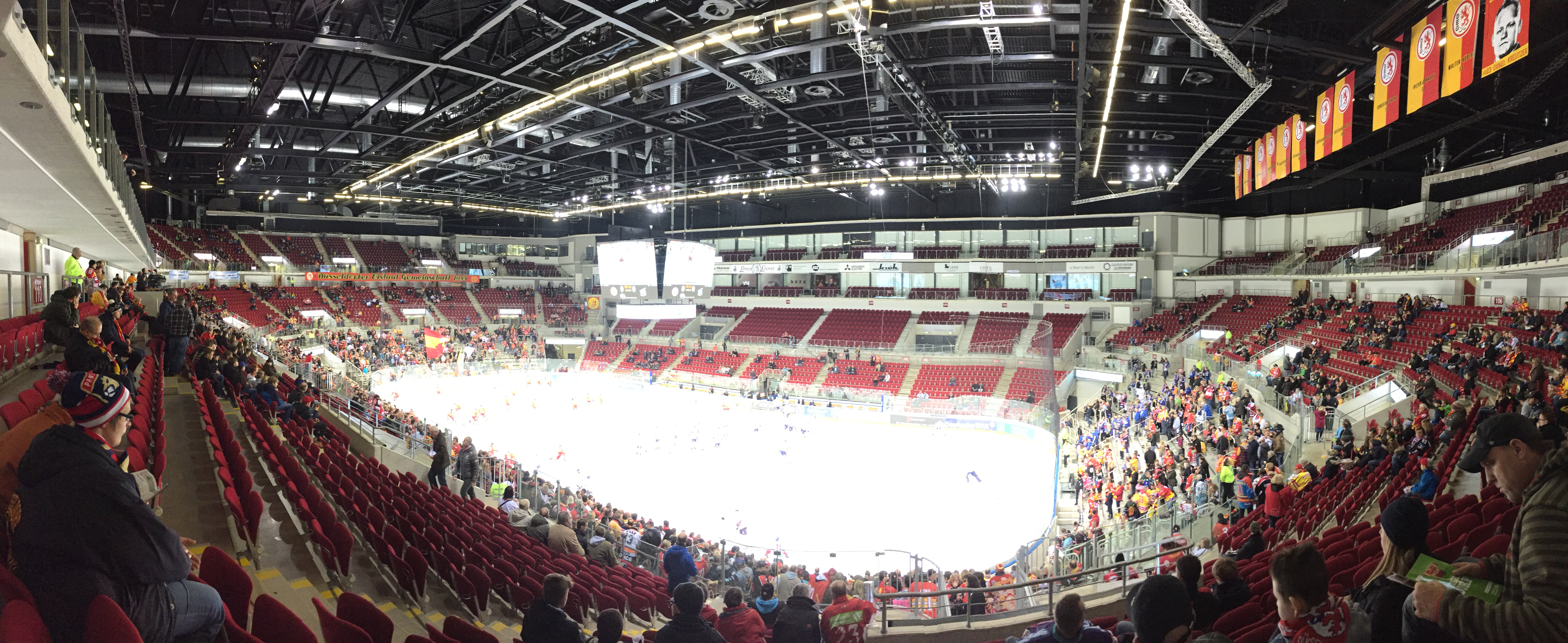
PSD Bank Dome Innenansicht

Da das im Jahre 2005 mittlerweile siebzigjährige Eisstadion an der Brehmstraße nicht mehr die Anforderungen in den Bereichen Komfort, Catering, sanitäre Anlagen und Kabinen erfüllte, ein neues V.I.P.-Zuschauersegment nicht angesprochen wurde und durch die Innenstadtlage kaum Parkplätze vorhanden waren, wurde mit der Eröffnung des damaligen ISS Dome im Stadtteil Düsseldorf-Rath ein neues Kapitel in der DEG-Geschichte aufgeschlagen. Anfängliche Schwierigkeiten, beispielsweise schlechte Eisqualität, schlechte Sichtbedingungen von diversen Sitzplatzbereichen aus, ein sehr schmuckloser und unfertiger Umlauf, der ebenso wie die Einführung eines Kartenbezahlsystems des Caterers bei DEG-Fans auf Ablehnung stieß, wurden im Laufe der Zeit verbessert oder sogar abgestellt. Mehr als zehn Jahre lang war der ISS Dome nicht direkt durch den Öffentlichen Personennahverkehr zu erreichen, da der Bau einer geplante Straßenbahnanbindung immer wieder verschoben wurde. Seit Anfang 2018 ist die Anbindung jedoch fertiggestellt und der ISS Dome über die Endhaltestelle der 701 zu erreichen. Weiterhin wird jedoch die eher schlechte Parksituation im Umfeld des Domes seitens der Fans kritisiert. Gut angenommen wurde hingegen das Fanbistro im ISS Dome, welches in den Drittelpausen bzw. vor und nach dem Spiel als Treffpunkt von Fans gerne genutzt wird. Gleichfalls ist ein Fanshop in dem Stadion integriert. Sinkende Zuschauerzahlen der letzten Jahre und eine im Großraum Düsseldorf geringer werdende Akzeptanz der damaligen DEG Metro Stars und des Eishockeysports allgemein werden neben einer Vielzahl anderer Gründe, auch auf die bei vielen Anhängern der DEG nie komplett angenommene, schmucklose und schlecht erreichbare Multifunktionshalle weit im Düsseldorfer Norden zurückgeführt.
Seit dem 1. Juli 2021 heißt die Halle PSD Bank Dome.
Der PSD Bank Dome ist lediglich der Spielort der DEL-Mannschaft der Düsseldorfer EG. Im Eisstadion an der Brehmstraße trainieren weiterhin alle DEG-Mannschaften, auch bleibt der Standort die Spielstätte des DNL-Nachwuchsteams.
Für Zahlen siehe Unterartikel Düsseldorfer EG/Statistik.

## Vereinskultur

### Fans und Rivalitäten
Von den 1970er bis Mitte der 1990er Jahre gehörten die Fans der DEG zu den stimmungsvollsten Eishockey-Fangemeinschaften. Viele Saisons lang war fast jedes Spiel ausverkauft, nahezu 90 % der Zuschauer hatten Dauerkarten. An den Vorverkaufsstellen bildeten sich seinerzeit bis zu 200 Meter lange Schlangen. Zahlreiche DEG-Fans fuhren nach Köln, um an den dortigen Vorverkaufsstellen Karten für das eigene Heimspiel gegen den Erzrivalen zu kaufen; Auswärtsspiele an der Kölner Lentstraße wurden kurzerhand zu Heimspielen umfunktioniert. Die Stimmung im heimischen Eistempel an der Brehmstraße, die von kreativen und spontanen Fangesängen geprägt war, imponierte der Konkurrenz; Gesänge und Sprechchöre wurden vielfach kopiert. Der Auszeichnung „Beste Fans der Welt“ des sowjetischen Nationaltrainers Tarassov wurde seinerzeit nicht ernsthaft widersprochen und zu einem Synonym für die Fans der DEG. Jedoch verflog diese Stimmung ab der zweiten Hälfte der 1990er Jahre allmählich. Ein Generationswechsel bei den Zuschauern, ungeliebte neue Liga DEL, ausbleibender sportlicher Erfolg, aber auch eine nicht zu übersehende Übersättigung nach den vielen erfolgreichen Jahren sind die Gründe.
Mit den Fans der Kölner Haie und der Krefeld Pinguine besteht eine besondere Rivalität; diese ist auf die geografische Nähe der Klubs – und im Falle Köln auf die nie so bitterernst zu nehmende Rivalität der beiden Städte generell – zurückzuführen. Während die Rheinderbys gegen Köln selten problematisch sind, ist bei den Spielen gegen Krefeld eine erhöhte Polizeipräsenz feststellbar. Mit den Anhängern der Iserlohn Roosters bestand in den 1980er Jahren zu ECD Iserlohn und ECD Sauerland Zeiten ebenfalls eine Fanfreundschaft. Diese ist allerdings in den gemeinsamen Zweitligazeiten durch eine emotionell geführte Play-off-Serie und durch einen Generationswechsel der Fans auf beiden Seiten zerbrochen.
Seit langem besteht eine Freundschaft mit den Fans des SC Riessersee und seit den frühen 1990er Jahren mit denen der Starbulls Rosenheim, die mit gelegentlichen Besuchen bei Spielen aufrechterhalten wird. Zudem gab es eine Fanfreundschaft mit Preussen Berlin, bevor dieser Verein in Konkurs ging und mittlerweile aufgelöst wurde. Gute Beziehungen gibt es zudem auch zu den Fans der Adler Mannheim und der Augsburger Panther.

### Maskottchen
Seit dem 14. November 2000 ist Düssi das Maskottchen der DEG. Düssi, über dessen Namen im Internet abgestimmt wurde, ist ein Bergischer Löwe (das Wappentier Düsseldorfs und des Bergischen Landes) und läuft während des Spieles durch das Stadion. In den Pausen, am Anfang und Ende des Spieles fährt er mit Schlittschuhen über das Eis.